# سليمان بن عبد الملك
أبُو أيُّوب سُليْمَان بن عَبدَ المَلِك بن مُروان بن الحَكَم بن أبي العاص الأُمَويُّ القُرَشيُّ (54 - العاشِر مِن صَفَر 99 هـ / 674 - الثَّاني والعُشْرُون مِن سَبْتَمْبَر 717 م) هو الخليفة الأموي السابع، حكم من الخامِس عَشَر مِن جَمادَى الآخِرة 96 هـ المُوافِق الثَّالِث والعُشْرُون مِن فَبْرايِر 715 م حتى وفاتِه. ومدة خلافته سنتان وثمانية أشهر. كان واليًا على فلسطين في عهد والده الخليفة عبد الملك بن مروان، ثم في عهد أخيه الخليفة الوليد بن عبد الملك. تعلم على يد التابعي رجاء بن حيوة، وأجار سليمان عنده يزيد بن المهلب أحد المعارضين الرئيسيين للحجاج بن يوسف، حيث كان سليمان يستاء من الحجاج. أسس سليمان مدينة الرملة وفيها قصره والمسجد الأبيض. وقد حلت محل اللد. وتطورت الرملة وأصبحت مركزًا اقتصاديًا وموطنًا للعديد من العلماء المسلمين، واستمرت عاصمةً إداريةً لولاية فلسطين حتى القرن الحادي عشر.
بعد وفاة الوليد، تولى سليمان الخلافة، وأقال عمال وولاة الوليد، وجميع الموالين للحجاج بن يوسف. وعيّن يزيد بن المهلب، واتخذ عمر بن عبد العزيز ورجاء بن حيوة مستشارين له، وأطلق الأسرى وأخلى السجون. وكان قتيبة بن مسلم مواليًا للحجاج ناقمًا على ابن المهلب، فتمرد على سليمان في بداية عهده، فقُتِل، وكذلك مات محمد بن القاسم الثقفي ابن عم الحجاج في ظروف غامضة. على الرغم من توقف الفتوحات جزئيًا في عهد سليمان، بسبب مقاومة التمردات؛ إلا أنه في عهده عاد المسلمون إلى غزو طبرستان على ساحل بحر قزوين الجنوبي سنة 97 هـ/ 716م، بعد أن بدأ أهلها بالتمرد، حتى ردّت جرجان وطبرستان ودهستان على يد يزيد بن المهلب، وغزا ابنه داود بن سليمان الصائفة ففتح حصن اسمه «المرأة»، وغزا مسلمة بن عبد الملك ففتح حصن «ابن عوف» وحصن «الحديد» وبرجمة، وغزا عمر بن هبيرة بلاد الروم من البحر. واشتدت الحرب مع الإمبراطورية البيزنطية، وبلغت ذروتها في حصار القسطنطينية سنة 98 هـ / 717 و718م.
توفي ابنه أيوب فحزن عليه، ومات سليمان بعد وفاة ابنه بـ 42 يومًا فقط في قرية دابق من أرض قنسرين. وأوصى بالخلافة من بعده لابن عمه عمر بن عبد العزيز. وكتب كتابًا نصه: «بسم الله الرحمن الرحيم، هذا كتاب من عبد الله سليمان أمير المؤمنين لعمر بن عبد العزيز، إني وليته الخلافة من بعدي، ومن بعده يزيد بن عبد الملك، فاسمعوا له وأطيعوا، واتقوا الله ولا تختلفوا فيُطمع فيكم.». قال ابن سيرين: «يرحم الله سليمان، افتتح خلافته بإحياء الصلاة، واختتمها باستخلافه عمر بن عبد العزيز»، وكانت سنة وفاته سنة 99 هـ، وصلى عليه عمر بن عبد العزيز، وكان منقوش في خاتمه: «أؤمن بالله مخلصاً».

## بداية حياته

### نسبه

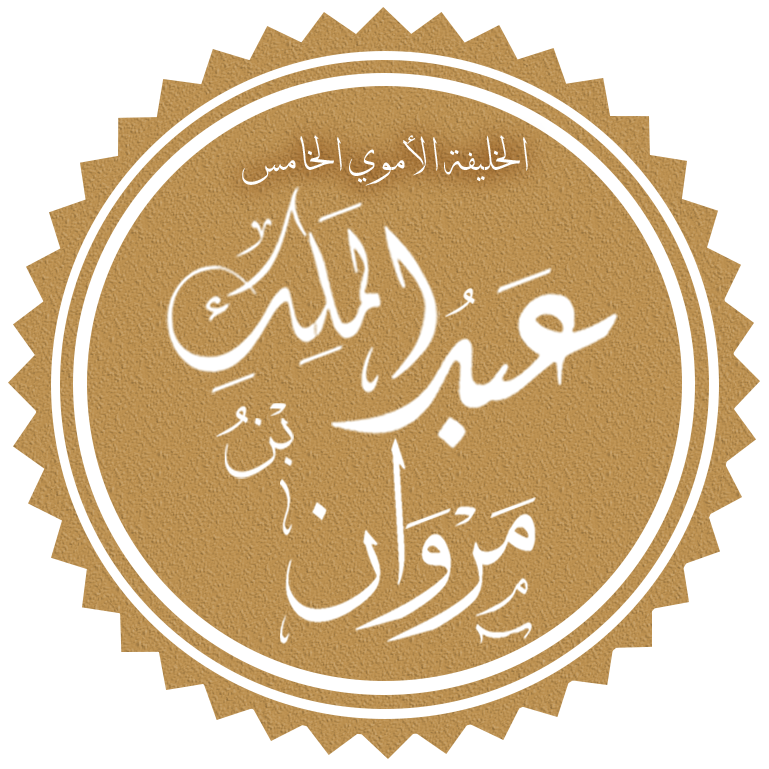
تخطيط اسم عبد الملك بن مروان والد سليمان.

- هو: سليمان بن عبد الملك بن مروان بن الحكم بن أبي العاص بن أمية بن عبد شمس بن عبد مناف بن قصي بن كلاب بن مرة بن كعب بن لؤي بن غالب بن فهر بن مالك بن النضر بن كنانة بن خزيمة بن مدركة بن إلياس بن مضر بن نزار بن معد بن عدنان الأموي القرشي.[2]
- أمه: ولَّادة بنت العباس بن جزى بن الحارث بن زهير بن جذيمة بن رواحة بن ربيعة بن مازن بن الحارث بن قطيعة بن عبس بن بغيض أم الوليد العبسية.[3]
- أخوته: لسليمان أربعة أخوة أشقاء من أمه وأبيه، وهم: الوليد بن عبد الملك، ومروانَ الأكبر، وداودَ، وعائشةَ. أما أخوته لأبيه فهم كُثُر، وهم: يزيد، ومروان، ومعاوية، وأم كلثوم، وهشام، وأبو بكر واسمه بكار، والحكم، وفاطمة، عبد الله، ومسلمة، والمنذر، وعنبسة، ومحمد، وسعيد، والحجاج.[4]

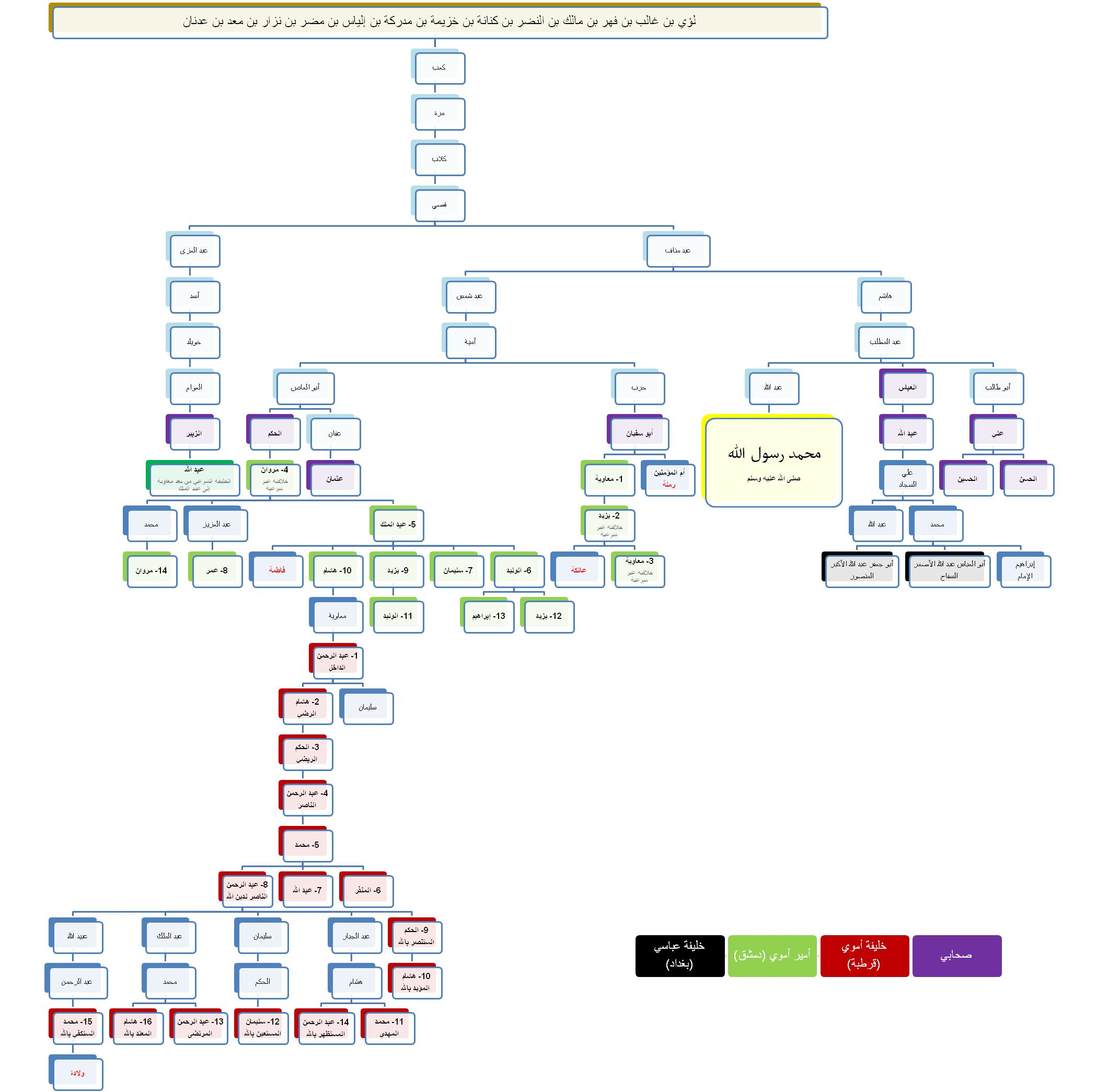
شجرة خلفاء بني أمية.

- كنيته: أبو أيوب.[5]

### نشأته
ولد سليمان سنة 54 هـ / 674م، في المدينة المنورة في بني جزيلة، ونشأ بالبادية، في أخواله بني عبس. وكان ولادته ونشأته في عهد معاوية بن أبي سفيان، الذي أسس الدولة الأموية، واستلم الخلافة في 41 هـ / 661م. توفي معاوية سنة 60 هـ/680م، وخلفه ابنه يزيد بن معاوية، وتوفي في 64 هـ/683من ثم خلفه ابنه معاوية بن يزيد الذي ما لبث أن توفي بعد شهرين في 64 هـ/684م. اضطربت الدولة الأموية، وبويع عبد الله بن الزبير بالخلافة في جميع الولايات إلا ولاية الشام. وطُرد العُمَّال الأمويين من المدينة المنورة، وخرجوا إلى الشام. واختلف بنو أمية على خليفة معاوية بن يزيد، فذهب البعض إلى خالد بن يزيد بن معاوية رغم كونه حدثًا في تلك الفترة، ومال البعض لاختيار مروان بن الحكم، إلا أن الاجتماع الذي تم بالجابية رجّح كفة مروان لكبر سنه ومن بعده خالد بن يزيد ومن بعده عمرو بن سعيد الأشدق. وبايع بنو أمية مروان بن الحكم، وأيَّده أهل الشام، بينما شكلت الضحاك بن قيس والقبائل القيسية تحالفًا مع ابن الزبير، وسيطرت على شمال سوريا والجزيرة. لكن قُتل الضحاك في نهاية سنة 64 هـ/685م في مرج راهط، استعاد مروان سيطرته على سوريا ومصر. خلفه ابنه عبد الملك بن مروان والد سليمان، الذي استعاد ما تبقى من الخلافة بحلول عام 73 هـ/692م.

## ولايته على فلسطين
عيّن عبد الملك بن مروان ابنه سليمان على جند فلسطين، وكانت جند فلسطين من قبل تحت إمارة عم أبيه يحيى بن الحكم وأخي أبيه أبان بن مروان. وفي 81 هـ / 701م، قاد سليمان قافلة الحج الخارجة من فلسطين إلى مكة.

### ولاية العهد من بعد الوليد

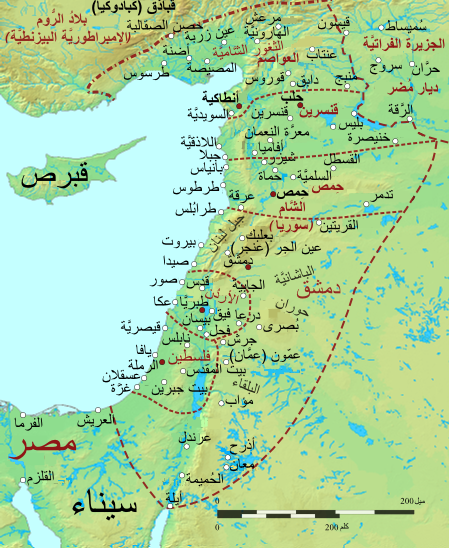
خارطة تُظهرُ ولاية الشَّام وأجنادها، وهي: جُند فلسطين، وجُند الأُردُن، وجُند دمشق، وجُند حِمص، وجند قنسرين، وجند العواصم.

بعد وفاة عبد العزيز بن مروان، سارع عبد الملك بن مروان إلى أخذ البيعة لولديه الوليد بن عبد الملك وسليمان بن عبد الملك بولاية العهد من بعده، وبذلك يكون عبد الملك قد حصر الحكم في نسله. قال ابن الأثير الجزري: «فلما مات عبد العزيز قال أهل الشام: رد على أمير المؤمنين أمره، فلما أتى خبر موته إلى عبد الملك أمر الناس بالبيعة لابنيه الوليد وسليمان فبايعوا وكتب بالبيعة لهما إلى البلدان، وكان على المدينة هشام بن إسماعيل فدعا الناس إلى البيعة فأجابوا إلا سعيد بن المسيب فإنه أبى وقال: لا أبايع وعبد الملك حي فضربه هشام ضربًا مبرحًا وطاف به وهو في تبان شعر حتى بلغ رأس الثنية التي يقتلون ويصلبون عندها ثم ردوه وحبسوه».
لما حضرت عبد الملك بن مروان الوفاة جمع ولده، فقال: «أوصيكم بتقوى الله تعالى فإنها عصمة باقية وجنة واقية، وهي أحصن كهف وأزين حلية، وليعطف الكبير منكم على الصغير، وليعرف الصغير منكم حق الكبير، مع سلامة الصدور، والأخذ بجميل الأمور، وإياكم والفرقة والخلاف فبهما هلك الأولون، وذل ذوو العزة المعظمون، انظروا مسلمة فاصدروا عن رأيه فإنه نابكم الذي عنه تفترون ومجنكم الذي به تستجنون، وأكرموا الحجاج فإنه وطأ لكم المنابر وأثبت لكم الملك، وكونوا بني أم بررة وإلا دبت بينكم العقارب، كونوا في الحرب أحرارا وللمعروف منارا، واحلولوا في مرارة، ولينوا في شدة، وضعوا الذخائر عند ذوي الأحساب والألباب، فإنه أصون لأحسابهم وأشكر لما يسدى إليهم، ثم أقبل على ابنه الوليد فقال: لا ألفينك إذا مت تجلس تعصر عينيك وتحن حنين الأَمَة، ولكن شمر وائتزر والبس جلدة نمر ودلني في حفرتي وخلني وشأني وعليك وشأنك، ثم ادع الناس إلى البيعة فمن قال هكذا فقل بالسيف هكذا، ثم أرسل إلى عبد الله بن يزيد بن معاوية وخالد بن أسيد. فقال: هل تدريان لم بعثت إليكما، قالا: نعم لترينا أثر عافية الله تعالى إياك. قال: لا، ولكن قد حضر من الأمر ما تريان، فهل في أنفسكما من بيعة الوليد شيء، فقالا: لا، والله ما نرى أحدا أحق بها منه بعدك يا أمير المؤمنين، قال: أولى لكما، أما والله ولو غير ذلك قلتما لضربت الذي فيه أعينكما». وتوفيَّ عبد الملك بن مروان بن الحكم في شهر شوال سنة 86 هـ (أكتوبر سنة 705م).
ظل سليمان واليًا على فلسطين طوال فترة حكم الوليد. واتخذ الفقيه رجاء بن حيوة - الذي أشرف على بناء قبة الصخرة في القدس في عهد عبد الملك - مستشارًا له وكبيرًا لمساعديه.

### إجارة يزيد بن المهلب

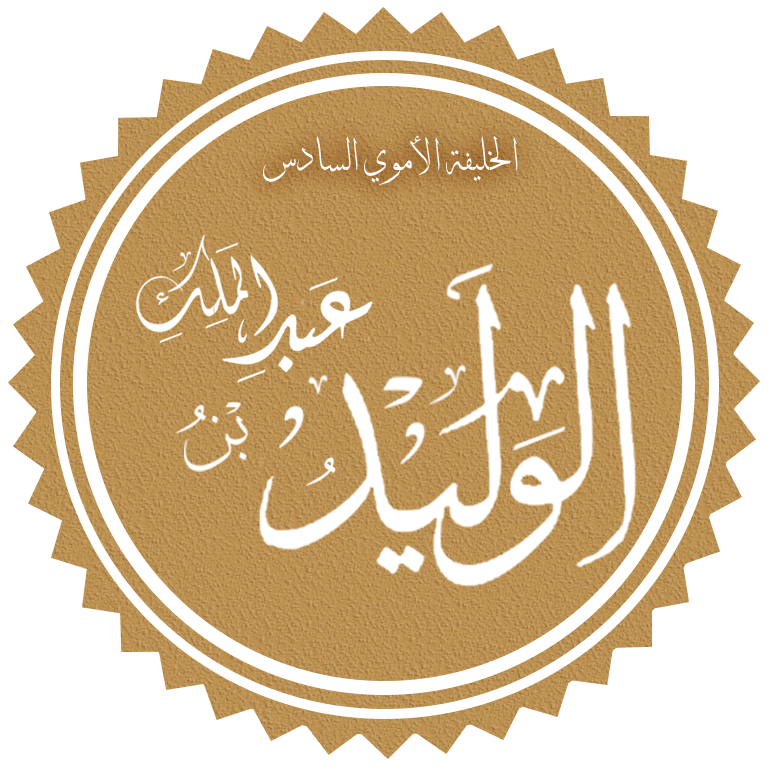
تخطيط اسم الخليفة الوليد بن عبد الملك أخو سليمان.

قام سليمان بتعزيز العلاقات مع خصوم والي العراق حينئذٍ الحجاج بن يوسف، الذي استاء من نفوذه الكبير في عهد الوليد. في عام 89 هـ / 708م لجأ إليه يزيد بن المهلب، الذي طرده الحجاج من ولاية خراسان، وعذَّبه، واستأصل موجوده، وسجنه، فاحتال يزيد بحسن تلطفه، وأرغب السجان واستماله، وهرب هو والسجان. وقصد الشام إلى سليمان بن عبد الملك، فلما وصل يزيد بن الملهب إلى سليمان بن عبد الملك أكرمه وأحسن إليه وأقام عنده، فكتب الحجاج إلى الوليد يعلمه أن يزيد هرب من السجن، وأنه عند سليمان، فكتب الوليد إلى سليمان بذلك، فكتب سليمان: «يا أمير المؤمنين، إني أجرت يزيد بن المهلب؛ لأنه مع أبيه وإخوته أحباء لنا من عهد أبينا، ولم أجر عدوًّا لأمير المؤمنين، وقد كان الحجاج عذبه وغرمه دراهمَ كثيرة ظلمًا، ثم طلب منه بعدها مثل ما طلب أولًا، فإن رأى أمير المؤمنين أن لا يخزيني في ضيفي فليفعل؛ فإنه أهل الفضل والكرم»، فكتب إليه الوليد: «إنه لا بد من إرسال يزيد مقيدًا مغلولًا»، فلما ورد ذلك الكتاب على سليمان أحضر ولده أيوب فقيده، ثم دعا بيزيد بن المهلب وقيده، ثم شد قيد هذا إلى قيد هذا بسلسلة، وغلهما جميعًا، وحملهما إلى أخيه الوليد، وكتب إليه: «أما بعد؛ يا أمير المؤمنين، فقد وجهت إليك يزيد وابن أخيك أيوب بن سليمان، وقد هممت أن أكون ثالثهما، فإن هممت يا أمير المؤمنين بقتل يزيد فبالله عليك فابدأ بقتل أيوب، ثم اجعل يزيدًا ثانيًا، واجعلني إن شئت ثالثًا، والسلام»، فلما دخل يزيد بن المهلب وأيوب بن سليمان على الوليد في سلسلة واحدة؛ أطرق الوليد؛ استحيًاء، وقال: لقد أسأنا إلى أبي أيوب؛ إذ بلغنا به هذا المبلغ. فأخذ يزيد يتكلم ويحتج لنفسه، فقال له الوليد: ما يحتاج إلى الكلام، قد قبلنا عذرك، وعلمنا بحكم الحجاج. ثم استحضر حدادًا فأزال عنهما الحديد، وأحسن إليهما، ووصل أيوب ابن أخيه بثلاثين ألف درهم، ووصل يزيد بن المهلب بعشرين ألف درهم، وردهما إلى سليمان، وكتب كتابًا للحجاج مضمونه: «لا سبيل لك على يزيد بن المهلب، فإياك أن تعاودني فيه بعد اليوم»، فسار يزيد بن المهلب إلى سليمان، وأقام عنده في أعلى المراتب وأفضل المنازل.
وكان لا تأتي يزيد بن المهلب هدية إلا بعث بها إلى سليمان، ولا تأتي سليمان هدية إلا بعثها ليزيد، ظل يزيد مع سليمان لمدة تسعة أشهر حتى وفاة الحجاج سنة 95 هـ/ 714م.

### تأسيس الرملة والتعمير

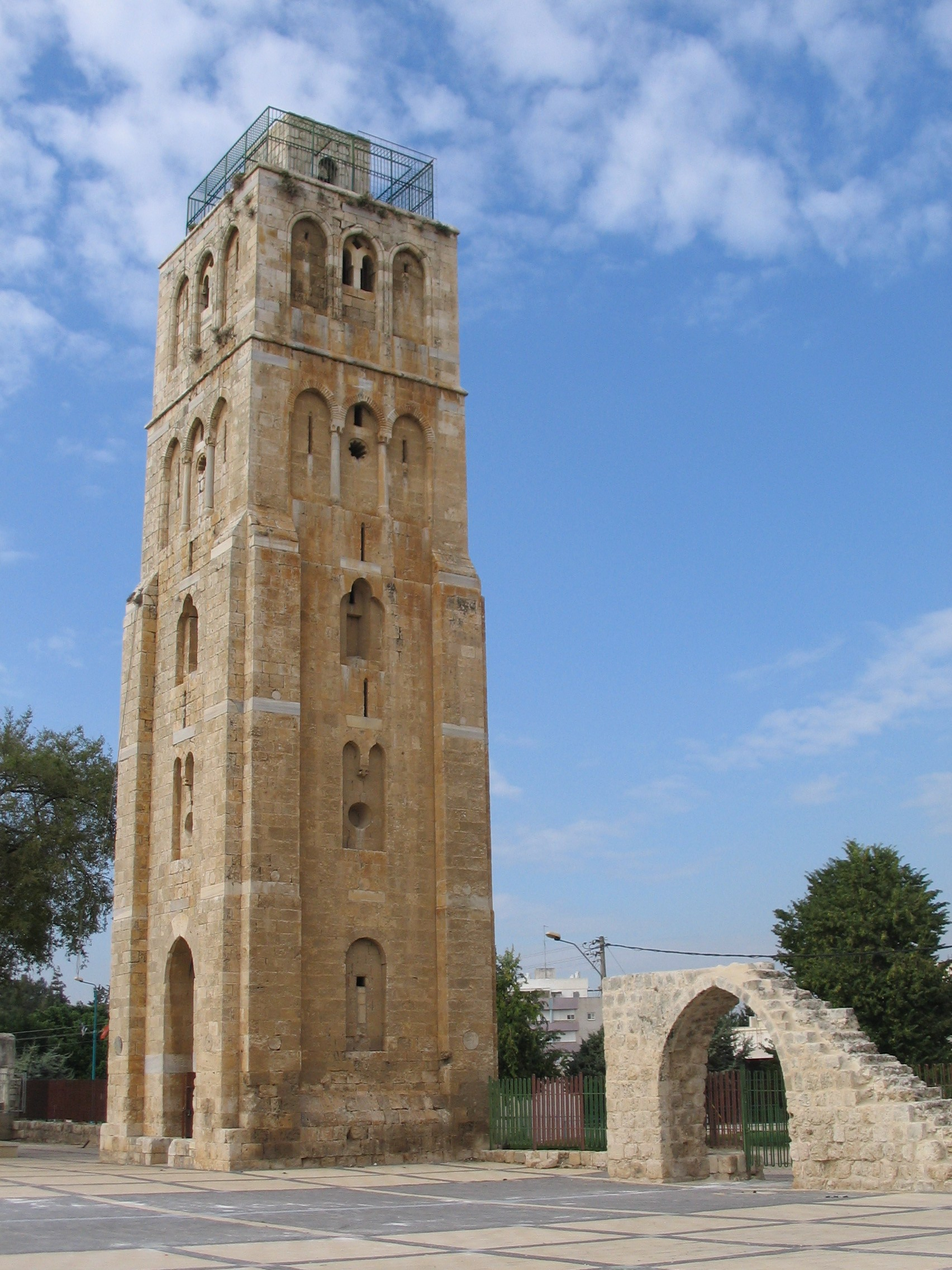
مئذنة المسجد الأبيض في الرملة، وهي الجزء المتبقي الوحيد منه.

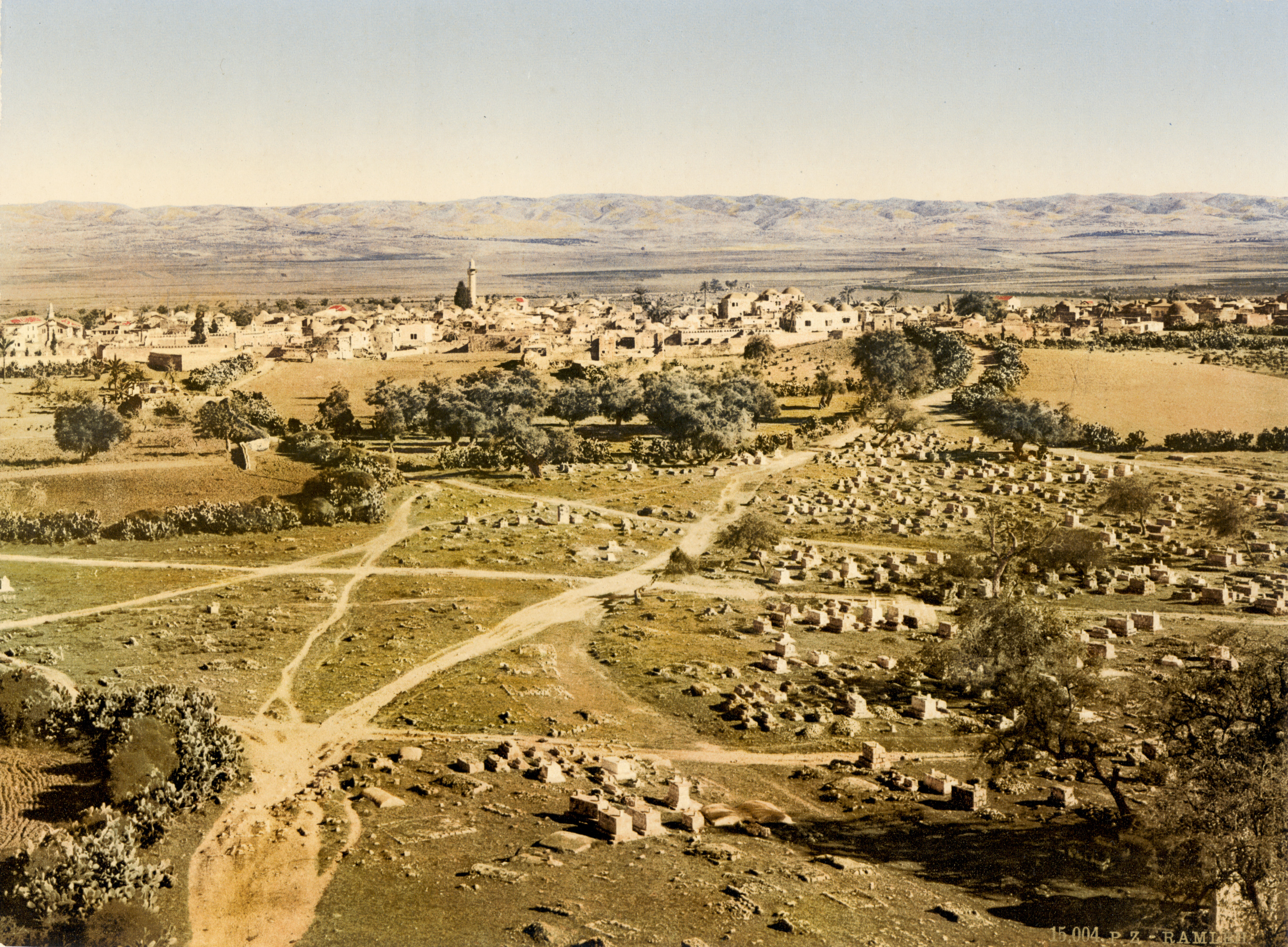
أسس سليمان الرملة في بداية القرن الثامن وأصبحت عاصمته.

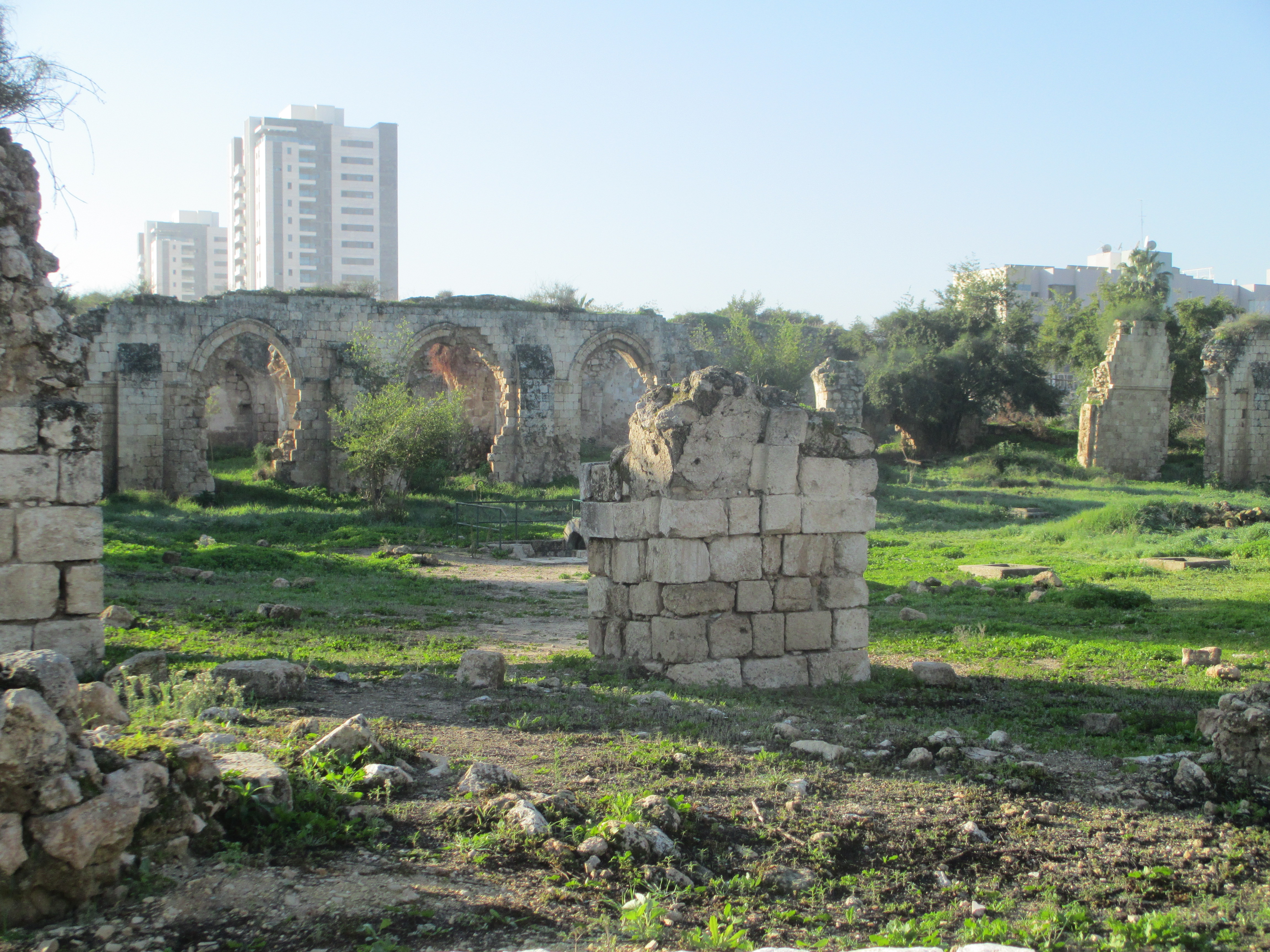
أطلال المسجد الأبيض في الرملة سنة 2014.

أسس سليمان مدينة الرملة كمقر لإدارته.  وبقيت الرملة عاصمة لولاية فلسطين حتى العهد الفاطمي، حيث استبدلها سليمان بمدينة اللد، كان موقع مدينة اللد مفيدًا من الناحية اللوجستية والاقتصادية، لكن سليمان أسس عاصمته خارج المدينة. وفقًا للمؤرخ نمرود لوز، فمن المحتمل أن هذا يرجع إلى صغر مساحة اللد، وعدم مقدرته على توسيعها، خاصةً أن أغلب أراضي اللد تعود ملكيتها إلى أهلها، ولا يستطيع سليمان مصادرتها لتوسيع المدينة، فلجأ إلى نقل عاصمته الإدارية، وبناء مدينة جديدة.
يذكر الجهشياري أن سليمان سعى لتخليد ذكراه بعمل كبير، على غرار سمعة دائمة كبناء عظيم على غرار والده الذي بنى قبة الصخرة، والوليد الذي بنى الجامع الأموي في دمشق. وسميت الرملة نسبة إلى الرمال التي كانت تحيطها. ونقل القلقشندي أن اسم الرملة نسبةً إلى امرأة اسمها رملة، وجدها سليمان في بيت من الشَعر في هذا المكان، ولما رأت هذه المرأة سليمان أكرمته دون أن تعرفه. تطورت الرملة وأصبحت مركزًا اقتصاديًا وموطنًا للعديد من العلماء المسلمين، واستمرت عاصمةً إداريةً لولاية فلسطين حتى القرن الحادي عشر.
كان المبنى الأول الذي شيَّده سليمان في الرملة هو مقر إقامته، الذي يُعد الديوان أيضًا. وأمر بتشييد مسجد جامع في وسط المدينة الجديدة، عرف فيما بعد بالمسجد الأبيض، والذي اكتمل بناءه في عهد الخليفة عمر بن عبد العزيز عام 720م، لم يبق اليوم من المسجد سوى المئذنة الكبيرة، لذا تطلق عليه السلطات الإسرائيلية اسم «البرج الأبيض» بدل «المسجد الأبيض».
تطورت الرملة اقتصاديًا فصارت مدينةً تعج بأسواق للمنتجات الزراعية، ومركزًا للصباغة والنسيج والفخار. كما كانت موطنًا لعددٍ كبير من علماء الدين المسلمين. بنى سليمان قناة في مدينة تسمى البردى، والتي تنقل المياه إلى الرملة من تل الجزر، على بعد 10 كيلومتر (6.2 ميل) إلى الجنوب الشرقي. وحلت الرملة محل اللد مركزًا تجاريًا لفلسطين. وانتقل العديد من سكان اللد المسيحيين والسامريين واليهود إلى المدينة الجديدة.
اهتم سليمان أيضًا بالتشييد في ولايته عمومًا وبيت المقدس خصوصًا، وأمر سليمان ببناء حمام بالقرب من المسجد الأقصى. استخدم المصلون في قبة الصخرة هذا الحمام في الوضوء أيضًا. وينسب لسليمان بناء الأقواس والمطاحن والحدائق في أريحا، والتي دُمرت بسبب الفيضانات فيما بعد. كما طور منطقة زراعية بالقرب من القطيفة في ضواحي دمشق سميت «السليمانية» من بعده.

## خلافته

### توليه الخلافة

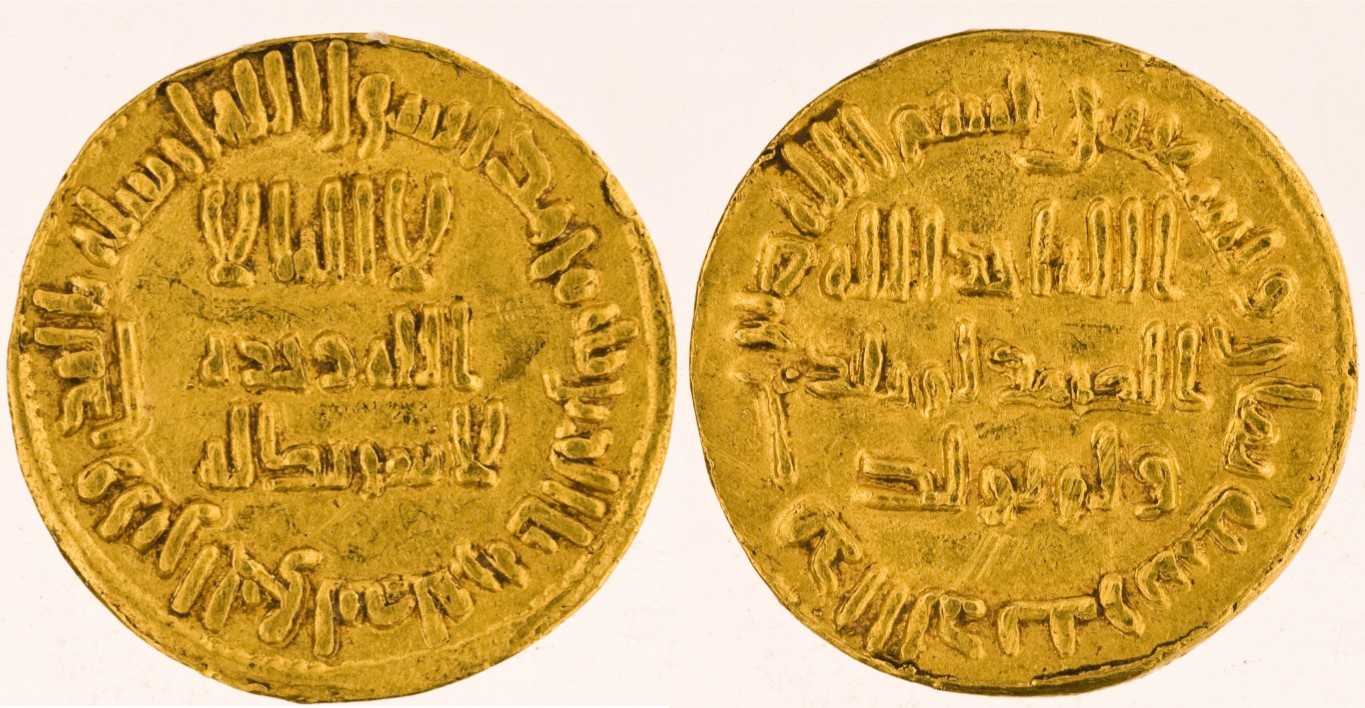
دينار ذهبي لسليمان بن عبد الملك، منقوش على الوجه «الله أحد الله الصمد لم يلد ولم يولد» وعلى الظهر «لا إله إلا الله وحده لا شريك له».

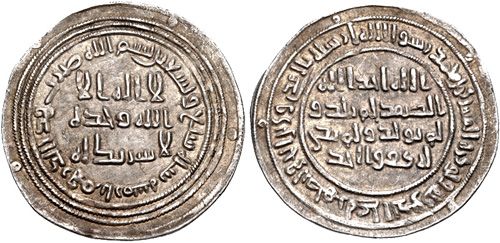
درهم فضي لسليمان بن عبد الملك، منقوش على الوجه «الله أحد الله الصمد لم يلد ولم يولد ولم يكن له كفوا أحد» وعلى الظهر «لا إله إلا الله وحده لا شريك له».

في عام 95 هـ/ 714م حاول الوليد -بعد نصيحة من الحجَّاج- أخذ البيعة لابنه عبد العزيز خلفًا له، وإلغاء البيعة التي أخذها أبوه عبد الملك لسليمان من بعده. ووفقًا للمؤرخ عمر بن شبة أن الوليد عرض على سليمان أموال طائلة للموافقة على ذلك، لكن سليمان رفض. فبعث الوليد إلى ولاته وعُمَّاله يأمرهم بأخذ البيعة لابنه عبد العزيز، لكنه لم يتلق ردود سوى من الحجاج والي العراق وقتيبة بن مسلم والي خراسان وما وراء النهر، لكن توفي الحجاج في ذات السنة. بينما اعترض عمر بن عبد العزيز على ذلك وقال: «لسليمان في أعناقنا بيعة.». فأخذه الوليد فحبسه وضربه، وقيل: خنقه بمنديل حتى صاحت زوجة عمر فاطمة بنت عبد الملك، فشكر سليمان لعمر ذلك الموقف. ونصح عباد بن زياد بن أبيه الوليد بالضغط على سليمان بالقوة، واستدعائه إلى دمشق. فأبطأ سليمان بالقدوم، فاعتزم الوليد المسير إليه على أن يخلعه من ولاية العهد، وأمر الناس بالتأهب، لكنه مرض، وتوفي الوليد بعد فترة وجيزة في يوم السبت 15 جمادى الآخرة 96 هـ الموافق 23 فبراير 715م. ووصل سليمان نبأ وفاة أخيه، وبذلك تولى الخلافة.
وصل سليمان نبأ وفاة أخيه بعد سبعة أيام، وكان بالرملة، فسار إلى دمشق؛ فأخذ البيعة من أهلها، ولما قدم دمشق صعد المنبر، فخطب خطبة طويلة، فكان أول ما قال:
وكان مما قال:
| سليمان بن عبد الملك | أيها الناس، أين الوليد وأبو الوليد وجد الوليد وخلفاء الله، وأمراء المؤمنين، وساسة الرعية؟ وأسمعهم الداعي، وقبض العارية معيرها، فاضمحل ما كان كأن لم يكن، وأتى ما كأنه لم يزل، وبلغوا الأمد، وانقضت بهم المدة، ورفضتهم الأيام وشمرتهم الحادثات فسلبوا عن السلطنة، ونفضوا لدة الملك، وذهب عنهم طيب الحياة، فارقوا والله القصور وسكنوا القبور، واستبدلوا بلينة الوطاء خشونة الثرى، فهم رهائن التراب إلى يوم الحساب، فرحم الله عبداً مهد لنفسه، واجتهد لدينه، وأخذ بحظه، وعمل في حياته، وسعى لصلاحه، وعمل ليوم، ﴿يَوْمَ تَجِدُ كُلُّ نَفْسٍ مَّا عَمِلَتْ مِنْ خَيْرٍ مُّحْضَرًا وَمَا عَمِلَتْ مِن سُوءٍ تَوَدُّ لَوْ أَنَّ بَيْنَهَا وَبَيْنَهُ أَمَدًا بَعِيدًا ۗ وَيُحَذِّرُكُمُ اللَّهُ نَفْسَهُ﴾ ... فعلى رسلكم بني الوليد، فإني شبل عبد الملك، وناب مروان، لا تظلعني حمل النائبة، ولا يفزعني صريف الأجرف، وقد وليت من أمركم ما كنت له مكفيا، وأصبحت خليفة وأميراً، وما هو إلا العدل أو النار، ليجدني الممارس لي أخشن من مضرس الكذاب، فمن سلك المحجة حذي نعل السلامة، ومن عدل عن الطريق وقع في وادي الهلكة والضلالة. ألا فإن الله سائل كلا عن كل، فمن صحت نيته ولزم طاعته كان الله له بصراط التوفيق، وبرصد المعونة، وكتب له بسيل الشكر والمكافأة، فاقبلوا العافية فقد رزقتموها، والزموا السلامة فقد وجدتموها، فمن سلمنا منه سلم منا، ومن تاركنا تاركناه، ومن نازعنا نازعناه. فارغبوا إلى الله في صلاح نياتكم وقبول أعمالكم، وطاعة سلطانكم، فإني والله غير مبطل حداً، ولا تارك له حقاً حتى أنكثها عثمانية عمرية، وقد عزلت كل أمير كَرِهَتهُ رعيته، ووليت أهل كل بلد مَن أجمع عليه خيارهم، واتَّفَقَت عليه كلمتهم، وقد جعلت الغزو أربعة أشهر، وفرضت لذرية الغازين سهم المقيمين، وأمرت بقسمة صدقة كل مِصرٍ في أهله إلا سهم العامل عليها، وفي سبيل الله وابن السبيل، فإن ذلك لي وأنا أولى بالنظر فيه، فرحم الله امرءاً عرف منا سهو المفعل عن مفروض حق وأوجب فأعان برأي، وأنا أسأل الله العون على صلاحكم فإنه مجيب السائلين، جعلنا الله وإياكم ممن ينتفع بموعظته، ويوفي بعهده، فإنه سميع الدعاء، واستغفر الله لي ولكم. | سليمان بن عبد الملك |

استمر سليمان في الحكم من فلسطين، حيث «كان محبوبًا كثيرًا»، وكان له دار كبيرة مكان طهارة جيرون وأخرى أنشأها للخلافة بدرب محرز. وعمل لها قبة شاهقة صفراء. يعتقد أغلب المؤرخين مثل يوليوس فلهاوزن أن الرملة أصبحت عاصمة الخلافة بدلاً من دمشق، العاصمة الإدارية التقليدية للأمويين. بينما يؤكد راينهارد أيزنر أنه اتخذ القدس عاصمة، بينما ذكر هيو كندي أنه بقي في مكان قريب من الرملة.

### سياسته العامة
كان أسلوب حكم سليمان مختلف عن أسلافه، فمال إلى الموادعة والأخذ برأي أهل العلم، والتمسك بتعاليم الإسلام، فكتب إلى عُمَّاله : «إن الصلاة قد أُميتت فأحيوها بوقتها.»، كما انتهج منهج الشورى، فقد قال في خطبته: «قد عزلت كل أمير كرهته رعيته، ووليت أهل كل بلد من أجمع عليه خيارهم، واتفقت عليه كلمتهم»، مما يعني أنه عزل العمَّال والولاة الذين يكرههم الناس، وولى مكانهم من رغب الناس فيهم. مما جعل بعض المؤرخين يصفونه بأنه «من خيار بني أمية»، وقال المسعودي: «كان سليمان لين الجانب، لا يعجل إلى سفك الدماء، ولا يستنكف عن مشورة النصحاء». وقال ابن كثير الدمشقي: «يرجع إلى دين وخير ومحبة للحق وأهله، وإتباع القرآن والسنة وإظهار الشرائع الإسلامية رحمه الله». وقال جلال الدين السيوطي: «كان من خيار بني أمية، وكان مؤثرًا للعدل محبًا للغزو». ووصفه لسان الدين ابن الخطيب بقوله: «وكان قائماً برسوم الشريعة». وقال ابن قتيبة: «افتتح بخير وختم بخير لأنه رد المظالم إلى أهلها، ورد المسيرين وأخرج المسجونين الذين كانوا بالبصرة».

### إدارة الدولة

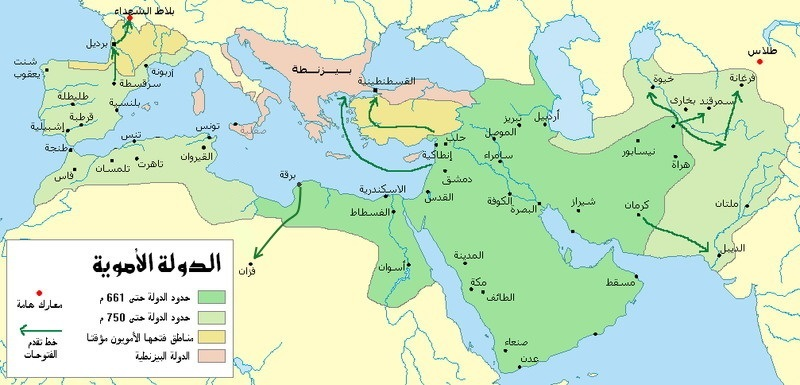
ولايات وأقطار الدولة الأموية.

اتخذ سليمان عمر بن عبد العزيز مستشارًا له، وكان يستشير علماء المسلمين والفقهاء أمثال شيخه رجاء بن حيوة الذي كان يجعله قيَّمًا على عُمَّاله وولاته وحتى أولاده، قال سعيد بن صفوان عن رجاء: «وكانت له من الخاصة والمنزلة عند سليمان بن عبد الملك ما ليس لأحد، يثق به ويستريح إليه». وكان من أوائل أعمال سليمان أن عزل ولاة وعمَّال الحَجَّاج، وأمره بمعاقبة آل الحجاج بن يوسف، وبعث محمد بن يزيد الأنصاري إلى أهل الديماس في العراق الذين سجنهم الحجاج فأخرجهم، وكان منهم يزيد بن أبان الرقاشي ويزيد الضبي من عُبَّاد أهل البصرة.
عزل سليمان يزيد بن أبى مسلم عن العراق، وولى يزيد بن المهلب ولاية العراق حربها وصلاتها، وجعل صالح بن عبد الرحمن على الخراج، وعلى البصرة سفيان بن عبد اللّه الكندى، وعلى قضائها عبد الرحمن بن أذينة، وعلى قضاء الكوفة أبو بكر بن أبى موسى الأشعري. وفي 23 رمضان 96 هـ عزل سليمان عن إمرة المدينة عثمان بن حيان، وولى عليها أبا بكر بن محمد بن عمرو بن حزم، وكان أحد العلماء والمحدثين، فحجَّ بالناس، وظلّ واليها طوال عهده. وعزل عبد الله بن موسى بن نصير عن ولاية إفريقية، وكان مولى الحجاج بن يوسف، وأمر به فأتي في الأغلال، فنظر إليه سليمان فقال: «لعن الله من ولاك». قال: «لا تفعل يا أمير المؤمنين؛ فإنك رأيتني والأمور مدبرة عني، فلو رأيتني في الإقبال لاستعظمت ما استحقرت». فقال: «قاتله الله ما أسد عقله». ثم قال: «أترى الحجاج يهوي بعد في جهنم أو بلغ قعرها؟» قال: «لا تقل ذاك؛ فإنه يحشر مع من ولاه». فقال سليمان: «مثل هذا فليصطنع». فأمر سليمان أن يبحثوا في ولايته وأمواله، فلم يجده أخذ درهمًا من الولاية، فعفا عنه. وولى محمد بن يزيد الأنصاري، بمشورة رجاء بن حيوة.
كما ولى عروة بن محمد بن عطية السعدي الجشمي على اليمن، وكان من الزهَّاد ورواة الحديث. أقر عبد الملك بن رفاعة على ولاية مصر، وكان الوليد قد ولاه على مصر في آخر أيامه خلفًا لقرة بن شريك العبسي، وأقره سليمان، وقد أحسن السيرة في أهل مصر، فكان عفيفًا عن الأموال دينًا وعادلًا وأمينًا. وولى على مكة عبد العزيز بن عبد اللّه بن خالد بن أسيد.
| الوظيفة             | الاسم |
| ------------------- | --- |
| والي العراق وخراسان | يزيد بن المهلب |
| والي المدينة        | أبو بكر بن محمد بن عمرو بن حزم |
| والي مكة            | عبد العزيز بن عبد اللّه بن خالد بن أسيد |
| والي إفريقية        | محمد بن يزيد الأنصاري |
| والي مصر            | عبد الملك بن رفاعة |
| والي اليمن          | عروة بن محمد بن عطية السعدي |
| والي الأندلس        | عبد العزيز بن موسى بن نصير (جمادي الآخرة 96 هـ - رجب 97 هـ) أيوب بن حبيب اللخمي (رجب 97 هـ - ذو الحجة 97 هـ) الحر بن عبد الرحمن الثقفي (ذو الحجة 97 هـ - 99 هـ) |
| والي السند          | يزيد بن أبي كبشة (96 هـ) حبيب بن المهلب (96 هـ - 99 هـ) |
| والي البصرة         | سفيان بن عبد اللّه الكندى |
| قاضي البصرة         | عبد الرحمن بن أذينة |
| قاضي الكوفة         | أبو بكر بن أبى موسى الأشعري |
| والي خراج العراق    | صالح بن عبد الرحمن السجستاني |
| الكاتب              | سليمان بن سعد الخشني |

#### تمرد قتيبة بن مسلم

خريطة خراسان وبلاد ما وراء النهر، وأبرز مُدُنها وقصباتها خِلال القرن الثامن الميلادي.

كان قتيبة بن مسلم والي خراسان؛ حين بلغه ولاية سليمان الخلافة، خاف أن يعزله سليمان لكونه من عُمَّال الحجاج، فكتب قتيبة إليه كتابًا يعزيه في أخيه الوليد، ويهنئه بولايته، ويذكر فيه بلاءه وعناءه وقتاله وهيبته في صدور الأعداء، ولكنه ذم يزيد بن المهلب في الكتاب. ثم كتب كتابًا ثانيًا يذكر فيه ما فعل من القتال والفتوحات وهيبته في صدور الملوك والأعاجم، ويذم يزيد بن المهلب أيضًا، ويقسم فيه لئن عزله وولى يزيد ليخلعن سليمان عن الخلافة. وكتب كتابًا ثالثًا فيه خلع سليمان بالكلية. وبعث بها مع البريد، وقال للبريد: ادفع إليه الكتاب الأول فإن قرأه ودفعه إلى يزيد بن المهلب فادفع إليه الثاني، فإن قرأه ودفعه إلى يزيد، فادفع إليه الثالث. فلما قرأ سليمان الكتاب الأول دفعه إلى يزيد، فناوله البريد الكتاب الثاني، فقرأه ودفعه إلى يزيد، فناوله البريد الكتاب الثالث فقرأه فتغير وجهه ثم ختمه وأمسكه بيده ولم يدفعه إلى يزيد. فدفع إلى البريد ذهبًا وكتابًا فيه إبقاء قتيبة بن مسلم في ولايته على خراسان. وتوقع قتيبة أن يعزله سليمان فدعا الناس إلى خلع سليمان قبل أن يأتيه الرد، لكن لم يجبه أحد، وغضب الناس واجتمعوا على خلع قتيبة، ولما وصل البريد بلاد خراسان بلغهما أن قتيبة قد خلع الخليفة، فدفع بريد سليمان الكتاب الذي معه إلى بريد قتيبة، ثم تمرد الناس على قتيبة، وقاد التمرد عليه وكيع بن أبى سود التميمى، وقتلوه وقُتِلَ مع قتيبة من أهله أحد عشر رجلًا، فأرسل وكيع إلى سليمان برأسه ورؤوس أهله، ووصل خبر مقتله إلى الشام في اليوم الثاني من مقتله. وفي سنة 97 هـ ضمّ سليمان ولاية خراسان إلى يزيد بن المهلب مع العراق، وعلى حرب خراسان وكيع بن أبى سود التميمى.

#### ولاية السند
عزل سليمان محمد بن القاسم الثقفي عن إمارة السند، لأنه من أمراء الحجَّاج، وابن عمه، وولى يزيد بن أبي كبشة على السند، ولم يلبث يزيد بن أبي كبشة أن قبض على مُحمَّدٍ بن القاسم وقيَّده وحملهُ إلى العراق حيثُ حُبس بِواسط. وقال مُحمَّد مُتمثلًا:
ولما وصل إلى العراق حبسه صالح بن عبد الرحمن بِواسط، فعذبه صالح في رجال من آل أبي عقيل حتى قتلهم وكان الحجاج قتل آدم أخا صالح، ومات يزيد بن أبي كبشة بعد قدومه أرض السند بثمانية عشر يومًا، واستعمل سليمان بن عبد الملك على السند حبيب بن المهلب، فقدمها، فوجد ملوك السند قد نقضوا عهدهم مع المسلمين، رجع ملوك السند إلى ممالكهم، فحاربهم حبيب، استطاع الحصول على مبايعة السكان الأصليين الرور. ومات محمد بن القاسم الثقفي سنة 98 هـ، وتضاربت الروايات بشأن وفاته، فقيل أُطلق سراحه ثم قُتِلَ، وقيل مات تحت التعذيب، وقيل قُتل بدسائس من أتباع داهر ملك السند وابنتهن التي ادعت أنه اغتصبها ثم تبين تلفيقها الواقعة.

#### ولاية الأندلس

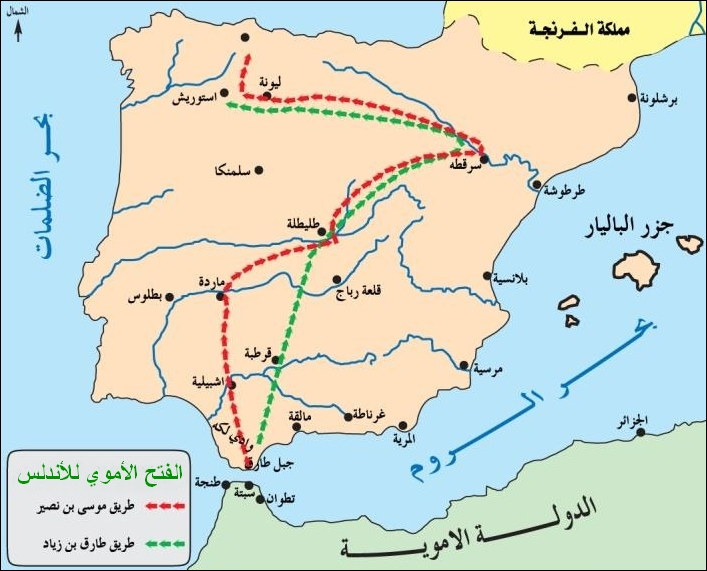
فتح الأندلس على يدي موسى بن نصير وطارق بن زياد في عهد الوليد بن عبد الملك.

كان الوليد بن عبد الملك قد استدعى موسى بن نصير وطارق بن زياد إلى دمشق سنة 95 هـ، فاستخلف موسى ابنه عبد العزيز على الأندلس، ويذكر ابن كثير الدمشقي أن سليمان كان عاتبًا على موسى بن نصير، وأنه لما تولى الخلافة حبسه، وقيل أن عبد العزيز بن موسى بن نصير تزوج من امرأة مسيحية من أشراف القوط، وزعم ابن عبد الحكم، وابن عذاري، أن امرأته أَلَّبَته على قومه، مما أثار حفيظتهم. كما ثارت شائعات أنه تنَصَّر، فاتفق جماعة من بينهم زياد بن النابغة التميمي وحبيب بن أبي عبيدة الفهري وزياد بن عُذرة البلوي على قتله، فاغتاله زياد التميمي وقيل زياد البلوي وهو يصلي بمسجد، وزعم ابن عذاري: أنهم ما قتلوه إلا بأمر من الخليفة سليمان بن عبد الملك بعد أن نكب موسى بن نصير. ثم حُملت رأسه إلى الخليفة سليمان بن عبد الملك، فعرضها على موسى بن نصير قائلاً: «أتعرف هذا؟»، فقال: «نعم أعرفه صوّامًا قوّامًا، فعليه لعنة الله إن كان الذي قتله خيرًا منه.»، وقد كان مقتله في رجب 97 هـ. بينما ذكر آخرون أن لا دليل على علاقة سليمان بمقتل عبد العزيز، وأن سليمان لما بلغه مقتل عبد العزيز بن موسى، شقَّ ذلك عليه، فولَّى إفريقية محمد بن يزيد القرشي، وأمره سليمان فيما فعله حبيب بن أبي عبيدة وزياد بن النّابغة من قتل عبد العزيز، بأن يتشدّد في ذلك، وأن يقفلهما إليه ومَن شركهما في قتله من وجوه النّاس. وفي ذو الحجة سنة 97 هـ حج سليمان بالناس، وأخذ معه موسى بن نصير، وصالحه، ومات موسى هناك بالمدينة، وقيل بوادي القرى، وقد قارب الثمانين، وقيل توفي في سنة 99 هـ.

### الفتوحات والحملات العسكرية
كانت أبرز الحملات العسكرية والفتوحات في عهد سليمان بن عبد الملك، فتح مدينة الصقالبة قرب أرض البلغار، وحصار القسطنطينية بقيادة أخيه مسلمة بن عبد الملك، وغزو دهستان وجرجان وطبرستان على يد يزيد بن المهلب. وغزا الوليد بن هشام مع عمرو بن قيس الكندي حملة على أهل أنطاكية، ووصل إلى ضواحي القسطنطينية، وسبى وقتل الكثير منهم، وأسر منهم. بينما توقفت الفتوحات في بلاد ما وراء النهر بعد مقتل محمد بن القاسم الثقفي، ولكن استطاع الولاة من بعده المحافظة على ما تحقق من فتوحات، ووقفوا ضد حركات التمرد والثورات التي قام بها الأمراء الهندوس، فقد حاول بعض الأمراء استرداد إماراتهم، وبصفة خاصة ابن داهر ملك السند، الذي حاول الرجوع إلى برهمنآباذ، ولكن حبيب بن المهلب الذي ولاه سليمان بن عبد الملك السند لم يُمكِّنه من ذلك.:56 كذلك توقفت الفتوحات على حدود الصين عند كاشغر بعد مقتل قتيبة بن مسلم الباهلي، فلم يهتم والي خراسان الجديد يزيد بن المهلب بغزو تلك المنطقة.:50، 51 أما في ولاية الأندلس، فأعقب مقتل عبد العزيز بن موسى بن نصير فترة من الاضطراب، ومكث أهل الأندلس شهورًا لا يجمعهم وال، حتى اجتمعوا على أيوب بن حبيب اللخمي، لكنه لم يمكث طويلًا، فعين سليمان الحر بن عبد الرحمن الثقفي، فنقل مقر الإمارة من إشبيلية إلى قرطبة، واتجه إلى الشمال الشرقي، فغزا نواحي أربونة، فانتصر وعاد بغنائم كثيرة، لكن استغل بلاي انشغال المسلمين بالشمال الشرقي، وقاد تمردًا في الشمال الغربي، وأسس ما يُعرف بمملكة أستورياس، فعاد الحر عازمًا محاربة بلاي، لكن توفي سليمان في ذلك الوقت، وعزل عمر بن عبد العزيز الحر وولى مكانه السمح بن مالك الخولاني.:36، 37

#### إعادة فتح دهستان وجرجان وطبرستان
عام 97 هـ-716م غزا يزيد بن المهلب دهستان من على الساحل الجنوبي لبحر قزوين، فحاصرها وقاتل عندها قتالًا شديدًا، ولم يزل حتى تسلمها، وقتل من الترك الذين بها أربعة آلاف، وأخذ كثيرًا من الأموال والأثاث والأمتعة. ثم سار يزيد إلى جرجان ومعه 120 ألف مقاتل، منهم ستون ألفًا من جيش الشام، فاستنجد ملكها بالديلم، فقدموا لنجدته فقاتلهم يزيد بن المهلب وقاتلوه، وقتل محمد بن عبد الرحمن بن أبي سبرة الجعفي ملك الديلم، وانهزموا. ثم صمم يزيد بن المهلب على محاصرة جرجان وما زال يضيق على صاحبها حتى صالحه على سبعمائة ألف درهم وأربعمائة ألف دينار، ومائتي ألف ثوب، وأربعمائة حمار موقرة زعفرانًا، وأربعمائة رجل، على رأس كل رجل ترس، على الترس طيلسان، وجام من فضة، وسرقة من حرير. وكانت جرجان قد افتتحها سعيد بن العاص صلحًا على أن يؤدوا الخراج في كل سنة، فكانوا يحملون في كل سنة مائة ألف، وفي سنة مائتي ألف، وفي بعض السنين ثلاثمائة ألف، ويمنعون ذلك في بعض السنين، ثم امتنعوا بالجملة، فغزاهم يزيد بن المهلب وردها صلحًا على ما كانت عليه في زمن سعيد بن العاص. وسبى أهلها وغنم ما فيها، وكتب إلى سليمان بالفتح، ويخبره أنه حصل عنده من الخمس ستمائة ألف ألف. وبنى مدينة جرجان، ولم تكن بنيت قبل ذلك مدينة، ورجع إلى خراسان، واستعمل على جرجان جهم بن زحر الجعفي. وكان شهر بن حوشب على خزائن يزيد بن المهلب.
ثم عزم يزيد على المسير إلى طبرستان، وكان على مقدمة جيشه سرية من أربعة آلاف مقاتل، فلما التقوا اقتتلوا قتالًا شديدا، وقُتل من المسلمين في المعركة أربعة آلاف. ومع ذلك أصر يزيد على فتحها، فظل يحاصرها حتى صالحه ملكها على سبعمائة ألف في كل عام.

#### حصار القسطنطينية

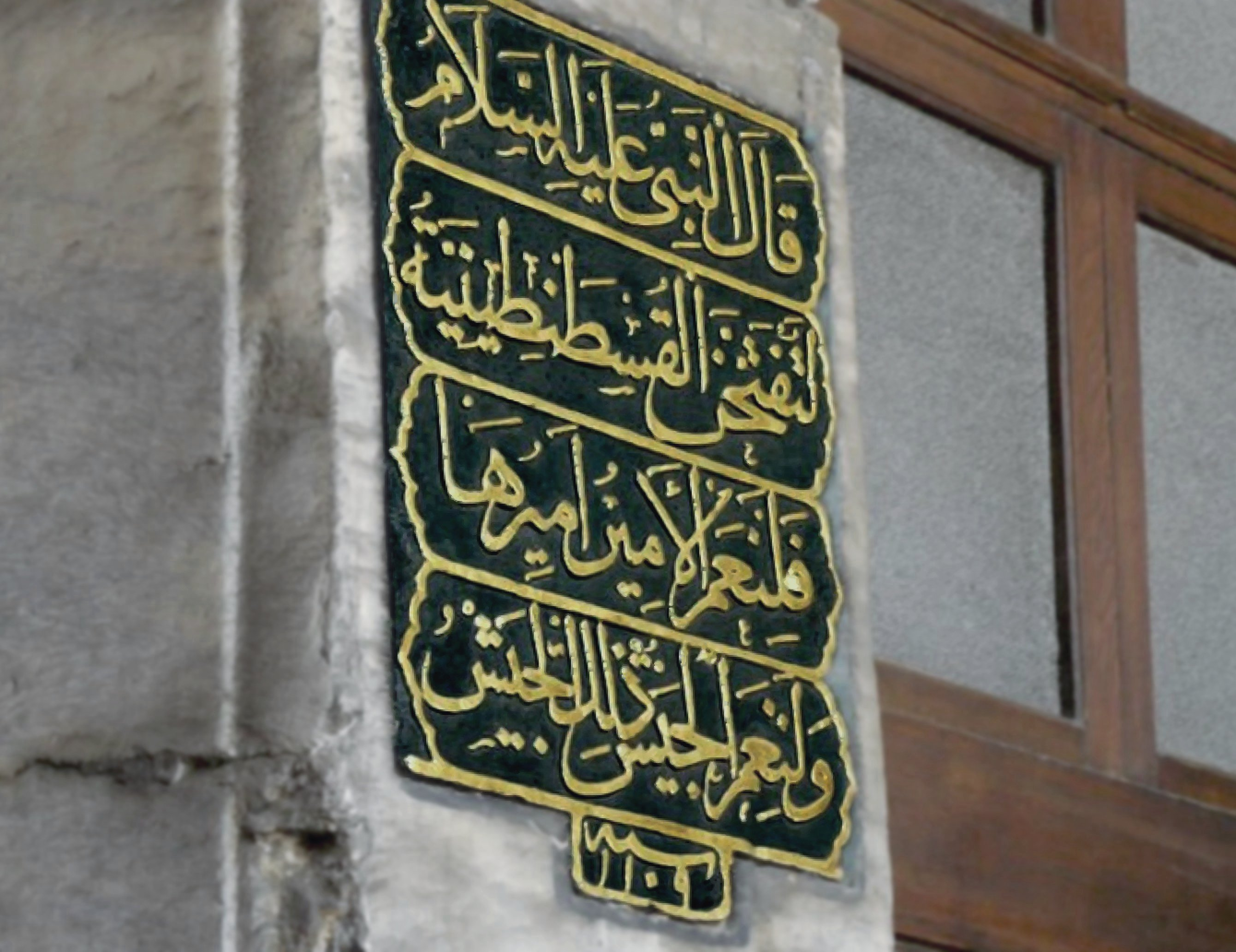
الحديث النبوي حول فتح القسطنطينية، منقوش على إحدى بوابات آيا صوفيا.

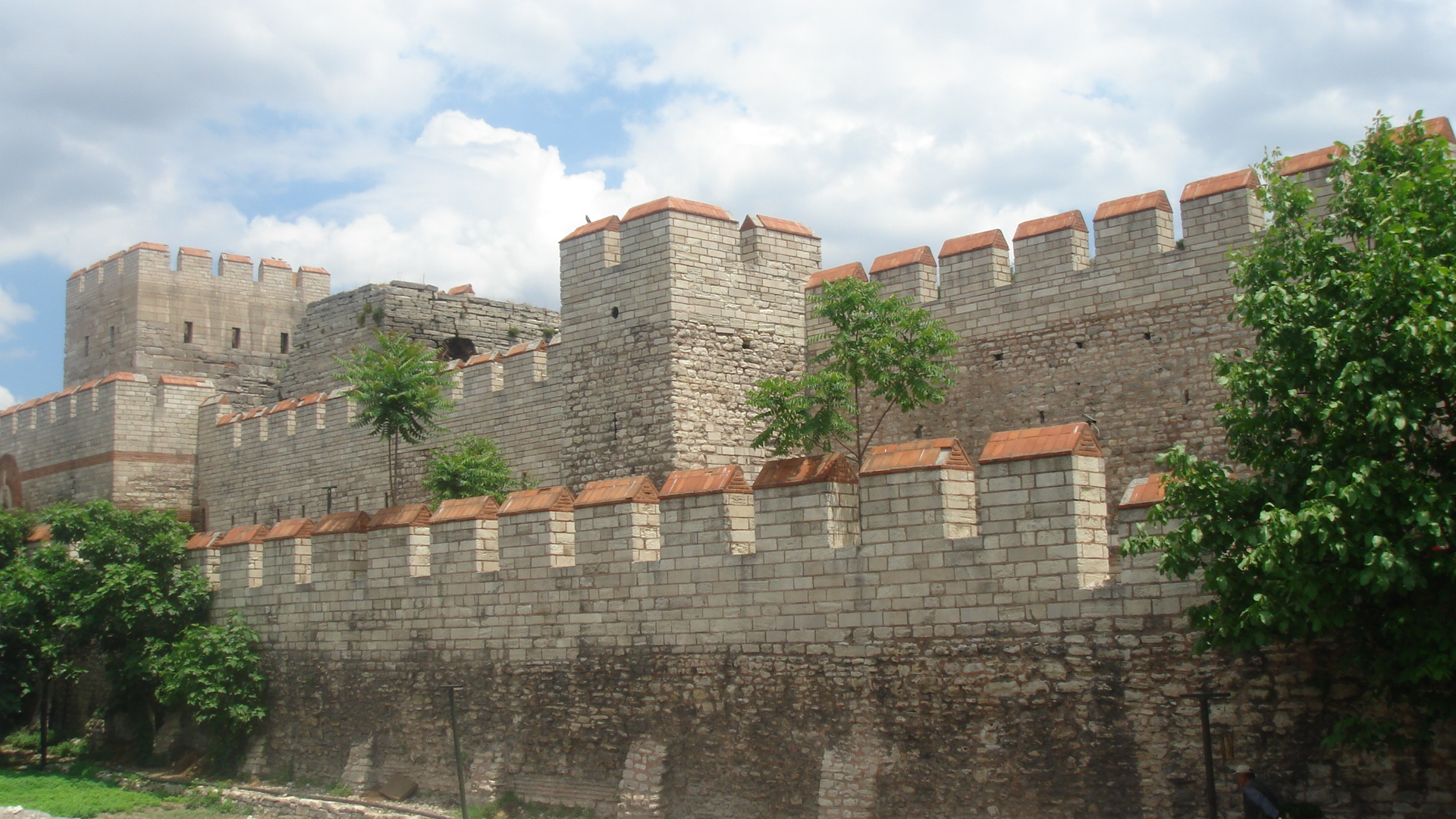
صورة مُرممة للأسوار الثيودوسيوسيَّة، وهي الأسوار الوحيدة القائمة من جهة البر، تُظهرُ كم كانت أسوار المدينة سميكة.

تولى سليمان الخلافة، وفي بلاد الروم حدثت حرب أهلية حيثُ انتفضت وثارت قوات ثيمة على أرتيميوس أناستاسيوس الثاني، وحاصروا القسطنطينية لمدة 6 شهور وأخذوها وخلعوا الإمبراطور ارتيميوس وعينوا بدلاً عنه ثيودوسيوس الثالث إمبراطورًا، وما أن تولى سليمان الخلافة حتى قام الروم بالإغارة على ساحل حمص فسبوا وأسروا امرأة مسلمة معروفة، فجاء الخبر لسليمان وهو في بيت المقدس وكان عنده القائد موسى بن نصير وأخيه مَسلمة بن عبد الملك، فغضب لأسر وسبي المرأة وقال: «ما هو إلا هذا، نغزوهم ويغزونا، والله لأغزونهم غزوة أفتح فيها القسطنطينية أو أموت»، ودعا مسلمة بن عبد الملك عبيد الله بن بشر الغنوي، وسأله عن حديث فتح القسطنطينية، أخبره بحديث: «لَتُفْتَحَنَّ الْقُسْطَنْطِينَةُ، وَلَنِعْمَ الأَمِيرُ أَمِيرُهَا، وَلَنِعْمَ الْجَيْشُ ذَلِكَ الْجَيْشُ».

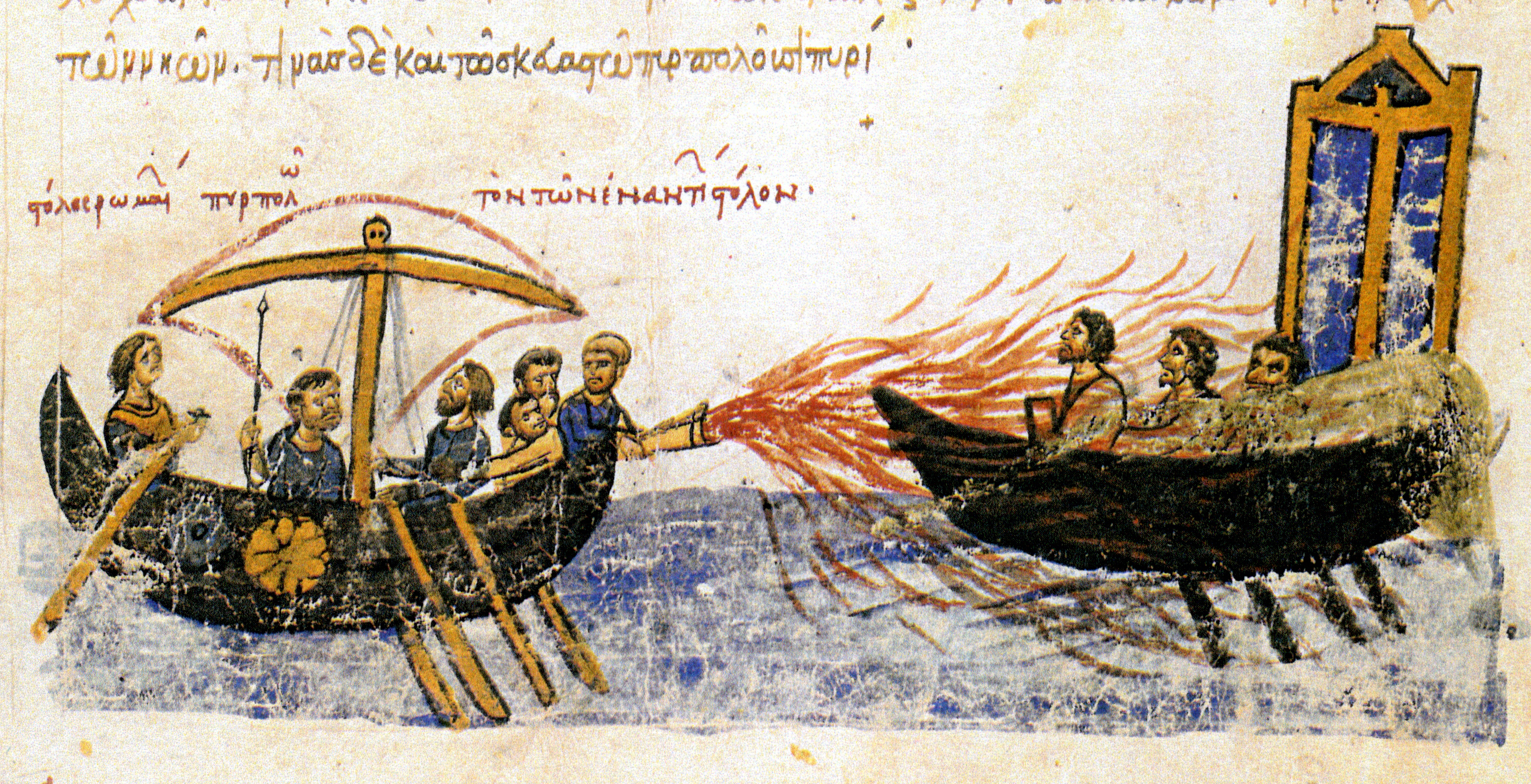
الروم ينفثون النار الإغريقيَّة على المُسلمين خلال حصارهم الأوَّل للقسطنطينيَّة.

عَزَمَ سليمان على غزو القسطنطينية، استشار سليمان موسى بن نصير ومَسلمة عن ما يغزو أولاً، القسطنطينية مباشرة أو يقوم بفتح مدن الروم مدينة مدينة، فكان رأي موسى يفتحوا أرض الروم شيئاً فشيئاً، أما مَسلمة فعرض عليه أن يُحاصر القسطنطينية مباشرة من البر والبحر حتى يفتحها المسلمين غصباً عن أهلها أو يدفعوا الجزية ويستسلمون، فوافقه سليمان الرأي وأخذ رأي مَسلمة. بعدها بدأ سليمان يُجهز الحملة بشكل رسمي، وبذات الوقت أطلق سُليمان عدة جيوش لغزو بلاد الروم وذلك ليقوم بإلهاء الروم ويُبعد أنظارهم عن الهدف الرئيسي حيثُ أغزا ابنه داود بن سليمان بن عبد الملك الصائفة ففتح حصن اسمه «المرأة»، وغزاهم مَسلمة بن عبد الملك ففتح حصن «ابن عوف» وحصن «الحديد» وبرجمة، وغزا عمر بن هبيرة بلاد الروم من البحر، وذلك كله كان عام 97 هـ-716. ولتجهيز الجيش أمر سليمان بصناعة سُفن جديدة بمصر لدعم الأسطول البحري، وقام بجمع أسلحة وآلالات وأدوات الحرب والحِصار من صنف للصيف والشتاء مثل المجانيق والعرادات.

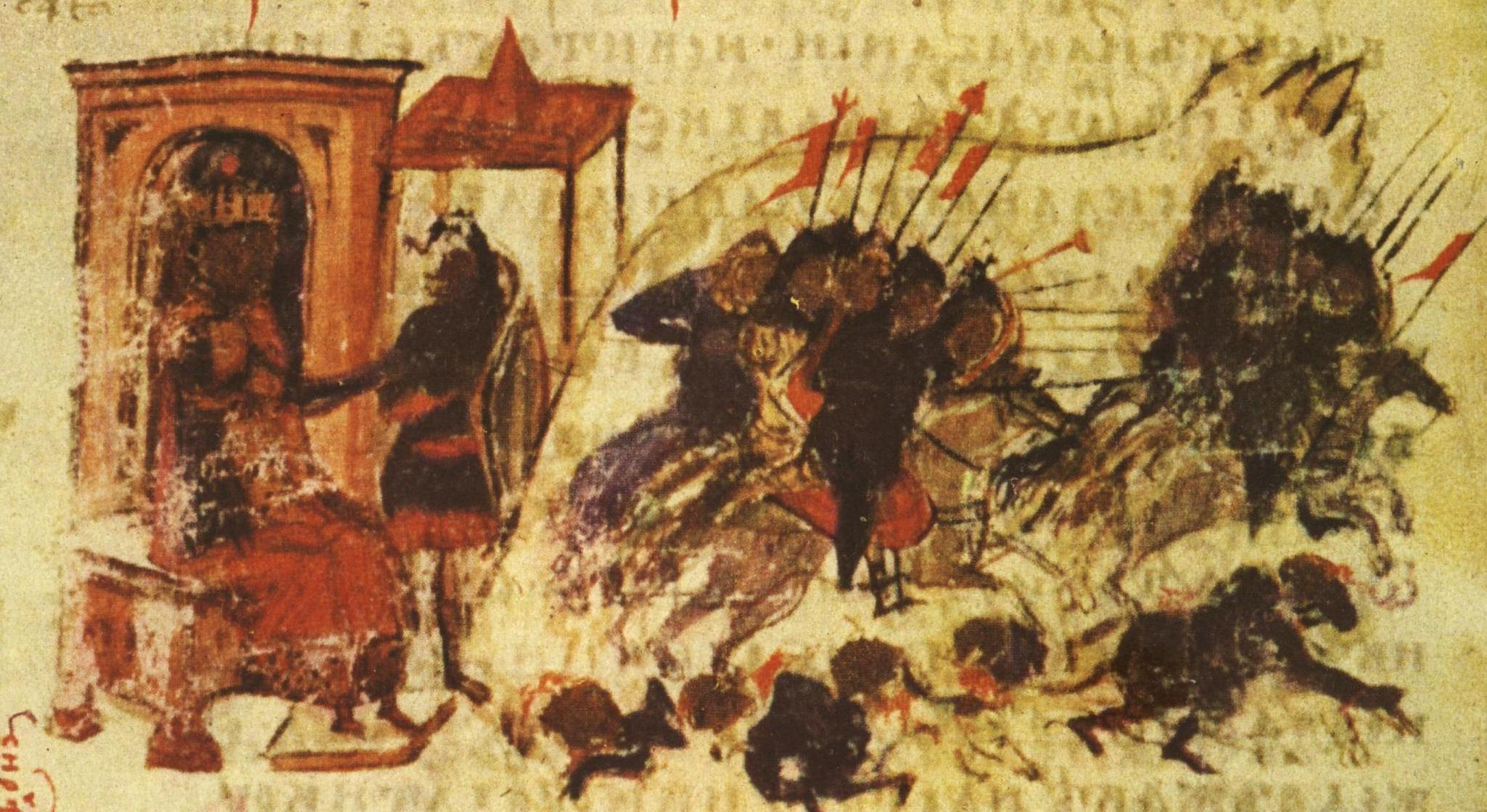
الحصار الإسلامي الثاني للقسطنطينيَّة.

انتقل سليمان لمرج دابق وهناك جهز سليمان جيشًا بريًا ضخمًا من شتى بقاع الشام والجزيرة الفراتية والموصل، ومتطوعين للجهاد من شتى أراضي المسلمين، وخرج أيضاً للمشاركة بالغزو جماعة من فقهاء وعلماء أهل الشام والعراق. واختلف المؤرخون على عدد الجيش، وكان العدد الذي ذكروه يتراوح ما بين 80 ألف حتى 240 ألف، واختلف الذهبي بين روايتين إذ ذكر بكتابه «تاريخ الإسلام ووفيات المشاهير والأعلام» أنهم 120 ألف، وفي كتابه «سير أعلام النبلاء» أنهم 100 ألف، واختلف ابن كثير أيضاً بين روايتين بكتابه «البداية والنهاية» منها أن عددهم 240 ألف مقسمين على البر والبحر، والرواية الأخرى أنهم 120 ألف، بينما قال أحمد بن أعثم أنهم 80 ألفاً فقط. وبعد انتهاء سليمان من تجهيز الجيش قام بتجهيز الأسطول البحري ليحمل الجنود من مصر وإفريقية، واختُلِف أيضاً على عدد السفن إذ تذكر المصادر العربية أنها ألف سفينة بينما تذكر المصادر البيزنطية أنها 1800 سفينة. بعد الانتهاء من تجهيز الجيش عَيَّن أخيه مَسلمة بن عبد الملك قائداً عاماً على الجيش البري والبحري، وجعل عمر بن هبيرة قائداً على الأسطول البحري، وكان سليمان ينوي أن يغزو القسطنطينية بنفسه ولكنه كان مريضاً جداً لذلك ولى مَسلمة أمر الغزو بدلاً عنه.

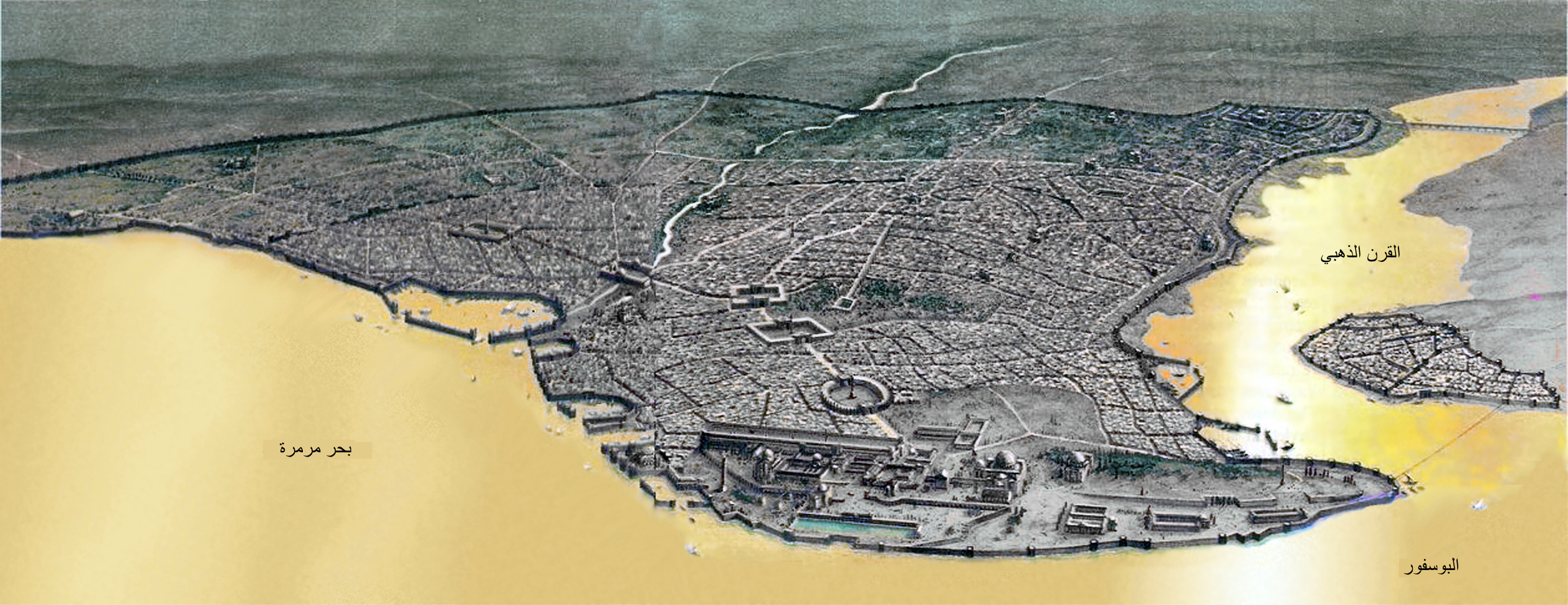
رسم يُظهرُ موقع القسطنطينيَّة الحصين خلال العهد البيزنطي.

قبل تجهيز الجيش كان سليمان يُريد أن يبقى في القدس لإدارة الحملة لجمع الأموال والجنود، ولكنه انتقل إلى مرج دابق ليكون أقرب من ميدان الحرب وليرفع الروح المعنوية للجنود، فعسكر فيها وأقسم أنه لن يترك مرج دابق حتى تُفتح القسطنطينية أو يموت وهو يُحاول ذلك، فبقي مُرابطاً هناك طيلة فترة الحصار، وأخرج سليمان العطاء للجيش، وأنفق أموالاً كثيرة من الخزائن في سبيل تجهيزه، وأخذ مَسلمة معه ما يحتاجه من مواد تساعده على إنجاح مهمته؛ من مؤن وأخشاب لإقامة بيوت تحمي المسلمين من شتاء القسطنطينية القارس وكل ما يحتاجه لأجل الحصار.
في صيف عام 717 ذهب مَسلمة بالجيش إلى أبيدوس في تراقيا فعسكر فيها 16 يوم، حتى وصل الأسطول البحري إلى عنده، وتحرَّك في الوقت نفسه الأسطول الإسلامي الضخم باتجاه مضيق الدردنيل وبحر مرمرة وحاصر المدينة من جهة البحر. وقام مسلمة بن عبد الملك بنصب المجانيق الضخمة على المدينة وأخذ يضربها، لكن ردَّته مناعة الأسوار ومهارة المُهندسين الروم في ترميم ما يتهدَّم منها بسُرعة، وتوفّر أدوات الدفاع لديهم. كما هبَّت عاصفة عاتية حطَّمت عددًا كبيرًا من السُفن الإسلاميَّة، فانتهز البيزنطيّون هذه الفُرصة وأحرقوا عددًا كبيرًا منها بالنار الإغريقيَّة. لكن عجز الجيش الإسلامي عن تطويق الجبهة الشماليَّة للعاصمة البيزنطيَّة مما مكَّنها من الاتصال بسواحل البحر الأسود التي أمدَّتها بحاجتها من الغِلال والمؤن، وفتك البرد القارس بعددٍ من الجنود، وهاجمهم البلغار من الجانب الأوروپيّ بالاتفاق مع الإمبراطور الرومي ليو الثالث الإيساوري، وفي هذه الأثناء توفي سُليمان بن عبد الملك واعتلى عُمر بن عبد العزيز سُدَّة الخِلافة، فأرسل كتابًا إلى مسلمة يأمره بفكّ الحصار والعودة إلى دمشق، ففعل الأخير ما أُمر به في شهر ذي الحجَّة سنة 99هـ، المُوافق فيه شهر تمّوز (يوليو) سنة 718م. وقبيل انسحاب مسلمة أبرم صلحًا مع البيزنطيين، وتعهد البيزنطيين بموجبه المحافظة على المسجد الذي بناه مسلمة هناك.:9

## وفاته

### وفاة ابنه أيوب

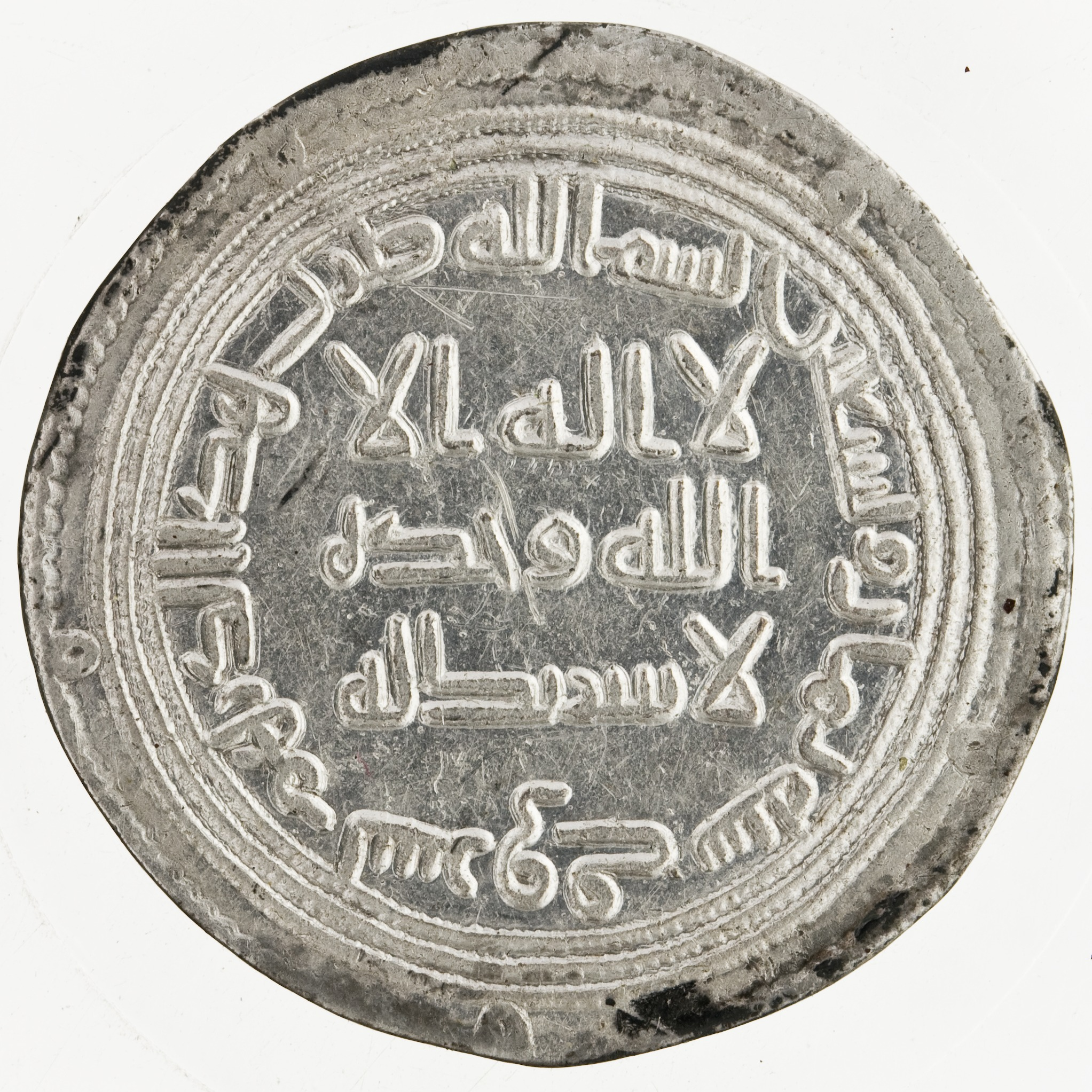
درهم فضي ضُرب في عهد سليمان.

كان سليمان يرغب بأخذ البيعة لابنه أيوب ليكون خليفته من بعده، وبالفعل بايع سليمان لابنه أيوب في يوم الفطر 1 شوال سنة 96 هـ، فقال فيه جرير:
لكن ما لبث أيوب أن توفي في يوم السبت 8 محرم سنة 99 هـ، حيث مات وجميع من كان معه في داره بالطاعون، وكان بين وفاته ووفاة سليمان 42 يومًا فقط، وتأثر سليمان لموته كثيرًا، قال الأصمعي: «اشتد جزع سليمان بن عبد الملك على ابنه أيوب حتى جاءه المعزّون من الآفاق». ويروي ابن عساكر أنه لما حضر أيوب الوفاة وهو ولي العهد، دخل سليمان عليه ومعه عمر بن عبد العزيز ورجاء بن حيوة وسعد بن عقبة فجعل ينظر في وجهه، فخنقته العبرة، وحزن سليمان حزنًا شديدًا، فأخذ عمر بن عبد العزيز يواسيه ويقول: «يا أمير المؤمنين، الصبر أولى بك فلا تحبطن». ثم دعا بماء فغسل، وخرج يمشي أمام الجنازة، فدفنوه، وحثا التراب عليه، وقف سليمان ينظر إلى قبره وقال:
ثم قال: السلام عليك يا أيوب، وأنشد:

### أيامه الأخيرة واستخلاف عمر
| «يرحم الله سليمان، افتتح خلافته بإحياء الصلاة، واختتمها باستخلافه عمر بن عبد العزيز.» |
| — محمد بن سيرين                                                                       |

| «لمَّا قام سليمان، فأظهرَ ما أظهرَ، قُلت لأبي يحيى: هذا المهدي الذي يُذكَر؟ قال: لا.» |
| — حكيم بن سعد                                                                  |

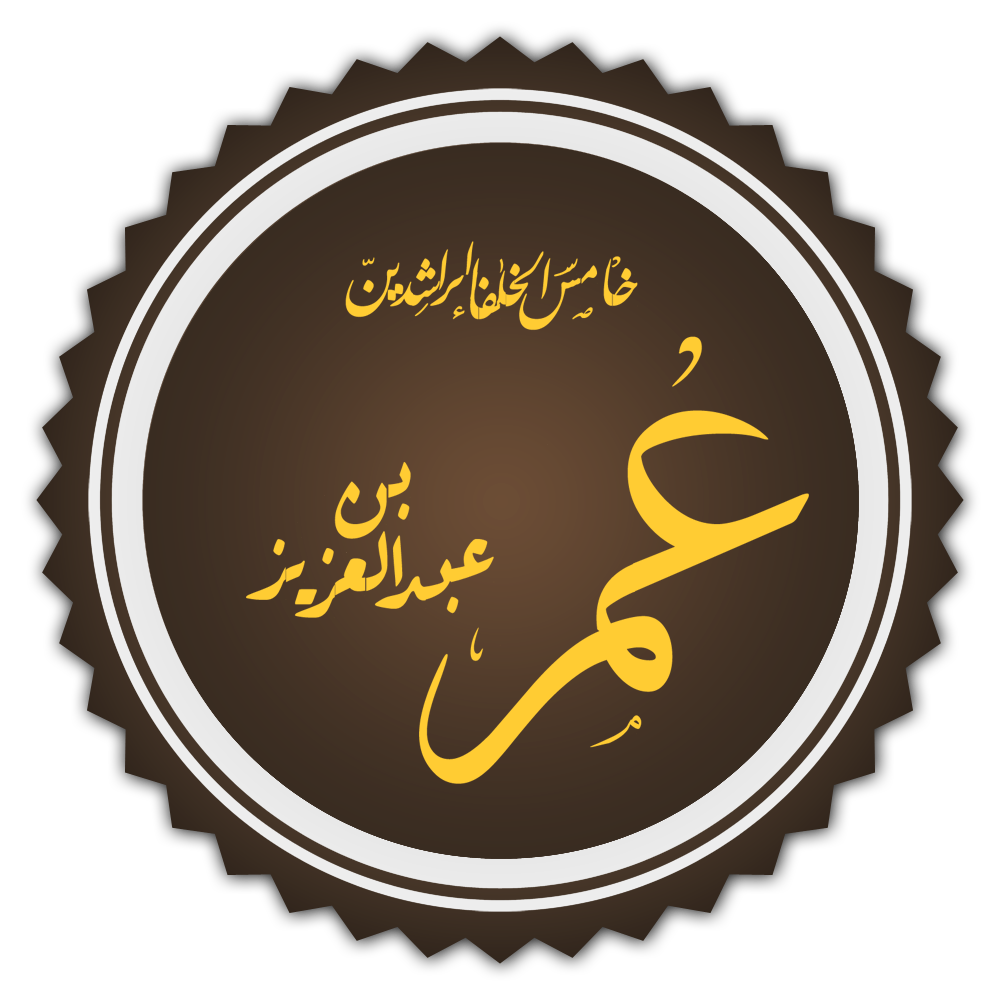
تخطيط اسم عمر بن عبد العزيز، ثامن الخلفاء الأمويين، والذي يعتبره عدد من علماء المسلمين خامس الخلفاء الراشدين، والمجدد الأول في الإسلام.

مرض سليمان بدابق من أرض قنسرين، فلما كان يوم الجمعة، أمر خاله فوضأه، ولبس حلة صفراء، ثم نزعها ولبس بدلها حلة خضراء، واعتم بعمامة خضراء، وجلس على فراش أخضر، وقد بسط ما حوله بالخضرة، ثم نظر في المرآة فأعجبه حسنه، وشمر عن ذراعيه، فقال: «أنا والله الملك الشاب»، فخرج إلى الصلاة يصلي بالناس الجمعة فلم يرجع حتى وعك.

يقول رجاء بن حيوة: استشارني سليمان بن عبد الملك وهو مريض أن يولي له ابنا صغيرًا لم يبلغ الحلم، فقلت: «إن مما يحفظ الخليفة في قبره أن يولي على المسلمين الرجل الصالح»، ثم شاورني في ولاية ابنه داود، فقلت: «إنه غائب عنك بالقسطنطينية ولا تدري أحي هو أو ميت»، فقال: «من ترى؟» فقلت: «رأيك يا أمير المؤمنين»، قال: «فكيف ترى في عمر بن عبد العزيز؟» فقلت: «أعلمه والله فاضلاً خياراً مسلماً»، فقال: «هو على ذلك، والله لئن ولّيته ولم أولِّ أحداً من ولد عبد الملك لتكونن فتنة ولا يتركونه أبداً يلي عليهم إلا أن أجعل أحدهم بعده»، ويزيد بن عبد الملك غائب على الموسم، قال: «فيزيد بن عبد الملك أجعله بعده، فإن ذلك مما يسكنه ويرضون به»، قلت: «رأيك»، فكتب سليمان بيده: 
| سليمان بن عبد الملك | بسم الله الرحمن الرحيم، هذا كتاب من عبد الله سليمان أمير المؤمنين لعمر بن عبد العزيز، إني وليته الخلافة من بعدي، ومن بعده يزيد بن عبد الملك، فاسمعوا له وأطيعوا، واتقوا الله ولا تختلفوا فيُطمع فيكم. | سليمان بن عبد الملك |

 وختم الكتاب، فأرسل إلى كعب بن حامد صاحب الشرطة أن مُرْ أهل بيتي فليجتمعوا، فأرسل إليهم كعب فجمعهم، ثم قال سليمان لرجاء بعد اجتماعهم: «اذهب بكتابي هذا إليهم، فأخبرهم أنه كتابي ومُرهم فليبايعوا من وليت». ففعل رجاء، فلما قال لهم ذلك رجاء قالوا: «سمعنا وأطعنا لمن فيه»، وقالوا: «ندخل فنسلم على أمير المؤمنين»، قال: «نعم»، فدخلوا فقال لهم سليمان: «هذا الكتاب هذا عهدي، فاسمعوا وأطيعوا وبايعوا لمن سميت في هذا الكتاب»، فبايعوا رجلاً، ثم خرج بالكتاب مختوماً في يد رجاء.
دخل رجاء على سليمان فإذا هو يموت، فوجهه إلى القبلة، فأفاق يقول: «لم يأن لذلك بعد يا رجاء»، فلما كانت الثالثة قال: «من الآن يا رجاء إن كنت تريد شيئًا، أشهد أن لا إله إلا الله وأشهد أن محمدا عبده ورسوله»، فوجهه إلى القبلة فمات. فغطاه رجاء بقطيفة خضراء، وأغلق الباب عليه، وأرسل إلى كعب بن حامد فجمع الناس في مسجد دابق، فقال: «بايعوا لمن في هذا الكتاب»، فقالوا: «قد بايعنا»، فقال: «بايعوا ثانية»، ففعلوا، ثم قال: «قوموا إلى صاحبكم فقد مات»، وقرأ الكتاب عليهم، فلما ذكر عمر بن عبد العزيز تغيرت وجوه بني مروان، فلما قرأ وإن يزيد بن عبد الملك بعده، تراجعوا بعض الشيء. ونادى هشام قائلًا: «لا نبايعه أبدًا»، فقال رجاء: «أضرب عنقك والله، قم فبايع».
كانت وفاة سليمان في 10 صفر 99 هـ الموافق 22 سبتمبر 717م، بمرج دابق، واختلف المؤرخون في نوع مرضه، فقيل أُصيب بالتخمة، وقيل أُصيب بذات الجنب، وظهرت عليه أعراض المرض وهو يخطب الجمعة، فنزل محموم. بينما يرى سبط ابن الجوزي أنه مرض بعد وفاة ابنه أيوب كمدًا عليه، فيقول : «ما زال سليمان بعد وفاة ابنه يذوب وينحل، حتى مات كمدًا.» وتوفي وعمره 39 سنة، وقيل: خمس وأربعين سنة، وقيل: ثلاث وأربعين، وقيل: لم يجاوز الأربعين. وكانت مدة خلافته سنتين وثمانية أشهر، وقال محمد بن جرير الطبري: سنتين وثمانية أشهر إلا خمسة أيام، وزعم أبو أحمد الحاكم أنه توفي يوم الجمعة 17 رمضان، وأنه استكمل في خلافته ثلاث سنين وثلاثة أشهر وخمسة أيام. وصلى عمر بن عبد العزيز بالناس صلاة المغرب، ثم صلى على سليمان، ودفن بعد المغرب.

## صفاته
كان سليمان أبيض كبير الوجه، مقرون الحاجبين، له شعر يضرب منكبيه. طويلًا نحيفًا، حسن الوجه، فصيحًا بليغًا، يحسن العربية، وكان منقوش في خاتمه: «أؤمن بالله مخلصاً». قال شمس الدين الذهبي: «كان دينا فصيحا مفوها عادلا محبا للغزو». وتذكر الروايات أنه كان يهتم بالرجوع دائمًا إلى استشارة العلماء واتباع القرآن والسنة، وإظهار الشرائع الإسلامية، قال ابن كثير: «وكان يرجع إلى دين وخير ومحبة للحق وأهله، واتباع القرآن والسنة، وإظهار الشرائع الإسلامية.». ويقول يزيد بن حازم: «كان سليمان بن عبد الملك يخطبنا كل جمعة لا يدع أن يقول في خطبته: وإنما أهل الدني على رحيل، لم تمض بهم نية، ولم تطمئن لهم دار حتى يأتي أمر وعد الله وهم على ذلك كذلك لا يدوم نعيمها، ولا تؤمن فجائعها، ولا يتقى من شر أهلها ثم يتلو: أفرأيت إن متعناهم سنين ثم جاءهم ما كانوا يوعدون ما أغنى عنهم ما كانوا يمتعون.». ويقول ابن الأثير الجزري: «كان الناس يقولون: سليمان مفتاح الخير، ذهب عنهم الحجاج، وولي سليمان، فأطلق الأسرى، وأخلى السجون، وأحسن إلى الناس، واستخلف عمر بن عبد العزيز.».
حج سليمان بن عبد الملك بالناس مرة واحدة في خلافته سنة 97 هـ/ 716م، وكان معه عدد من العلماء، وموسى بن نصير، وعمر بن عبد العزيز، وحج معه الشعراء جرير والفرزدق وغيرهم. ويُروى أنه قال لعمر في الحج: «أما ترى هذا الخلق الذين لا يحصيهم إلا الله، ولا يسع رزقهم غيره» فقال عمر: «يا أمير المؤمنين! هؤلاء اليوم رعيتك، وهم غدا خصماؤك»، فبكى وقال: «بالله أستعين».
كان يُعرف عن سليمان أنه يحب الأكل والطعام كثيرًا، كما يصفه اليعقوبي بالشراهة في الأكل. يقول ابن فضل الله العمري: «كان سليمان نهمًا لا يشبع، ملتهمًا يأكل مع اللقمة الإصبع، حتى استأسد واستسبع، وأكل ما طار بجناح أو مشى على أربع». ويقول الذهبي: «وكان من الأكلة، حتى قيل: إنه أكل مرة أربعين دجاجة، وقيل: أكل مرة خروفًا وست دجاجات، وسبعين رمانة، ثم أتي بمكوك زبيب طائفي فأكله». وكان سليمان يؤتى في كل يوم صلاة العشاء بعشر رقاقات وخروفين عظيمين ودجاجتين سمينتين، ويُروى أنه لمَّا حجّ قال لقيّمه على طعامه: «اطعمني من خرفان المدينة»، فشوي له أربعة وثمانون خروفًا، فأكل أربعة وثمانين جرمًا زجه بشحم أربعة وثمانين كلية، ثم قال: ادع يا غلام عمر بن عبد العزيز، وأذن للناس، ووضع الطعام فأكل معهم كما أكلوا. وأتى الطائف، فلقيه ابن أبي زهير الثقفي، رجل من أهلها، فأكل عنده خمس رمانات خمس رمانات، حتى أكل مائة وسبعين رمانة، ثم أتي بخروف وست دجاجات، فأكل، ثم أتي بمكوك زبيب فأكله ثم وضع الطعام فأكل وأكل الناس، وفتح ابن أبي زهير أبواب الحيطان، فأكل الناس من الفاكهة. ويُروى في كثرة أكله الكثير.
كان سليمان ينهى الناس عن الغناء، وسمع سليمان ذات ليلة صوت غناء في معسكره، فلم يزل يفحص حتى أتى بهم، فقال سليمان: «إن الفرس ليصهل فتستودق له الرمكة، وإن الجمل ليهدر فتضبع له الناقة، وإن التيس لينب فتستخذى له العنز، وإن الرجل ليتغنى فتشتاق له المرأة»، ثم أمر بهم فقال: اخصوهم، فيقال إن عمر بن عبد العزيز قال: «يا أمير المؤمنين إنها مثلة، ولكن انفهم»، فنفاهم.

## علاقته بالشعر والشعراء
كان سليمان ينشد الشعر في العديد من المواقف، ومن شعره ما افتتح به خطبة خلافته، كما قال أبياتًا في رثاء ابنه أيوب. وكان سليمان يجالس شعراء عصره، ولما ذهب سليمان للحج سنة 97 هـ حج معه الشعراء الفرزدق وجرير وغيرهم، وفي أثناء عودته من المدينة قافلًا تلقاه الجند بنحو أربعمائة أسير من الروم، فقعد سليمان وبجانبه عبد الله بن الحسن بن الحسن بن علي بن أبي طالب فقدم أحد الروم فقال: يا عبد الله اضرب عنقه! فأخذ سيفًا من حرسه فضربه، ثم دفع البقية إلى أهل مجلسه يقتلونهم، ودفع إلى جرير رجلًا منهم فأعطاه بنو عبس سيفًا جيدًا، فضربه، ودفع إلى الفرزدق أسيرًا فأعطوه سيفًا رديًا لا يقطع، فضرب به الأسير ضربات فلم يصنع شيئًا، فضحك سليمان، فشمت به بنو عبس أخوال سليمان وألقى السيف وأنشد أبياتًا. مدح سليمانَ أشهرُ شعراء العصر الأموي الفرزدق وجرير، واللذان وصفاه بأنه مهديٌ. فقال الفرزدق فيه:
وقال جرير فيه:
كما قال نهار بن توسعة:

## عائلته

### زوجاته

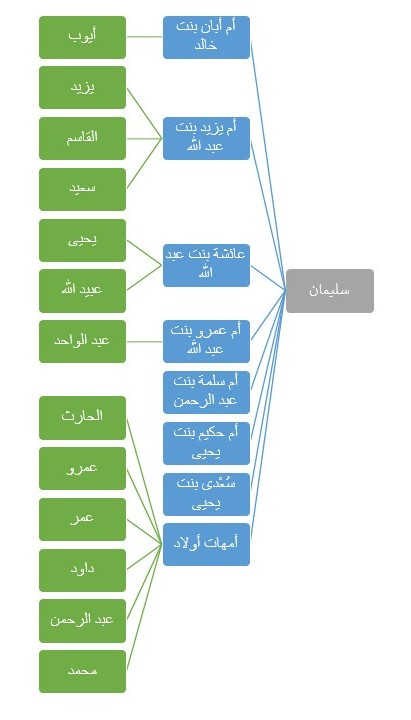
شجرة زوجات وأبناء سليمان بن عبد الملك.

تزوج سليمان سبع زوجات فيما ذكرت المصادر، وهن:
- سُعْدى بنت يحيى بن طلحة بن عبيد الله.[73]
- أم أبان بنت خالد بن الحكم بن أبي العاص،[en 32] وأنجبت له أيوب.[en 33][74]
- أم يزيد بنت عبد الله بن يزيد بن معاوية وهي أخت الخليفة زياد السفياني، وأنجبت له يزيد والقاسم.[en 34]
- عائشة بنت عبد الله بن عمرو بن عثمان بن عفان، وأنجبت له يحيى، وعبيد الله.[en 35]
- أم عمرو بنت عبد الله بن خالد بن أسيد بن أبي العاص، أنجبت له عبد الواحد.[74]
- أم سلمة بنت عبد الرحمن بن سهل، كانت زوجة الحجاج بن يوسف الثقفي، ثم تزوجها الوليد بن عبد الملك، فلما مات خلف عليها سليمان، فلما مات سليمان خلف عليها هشام بن عبد الملك.[75]
- أم حكيم بنت يحيى بن الحكم، كانت زوجة عبد العزيز بن الوليد، ثم تزوجها سليمان، ولما مات سليمان تزوجها هشام بن عبد الملك.[76]

### أولاده
له من الأولاد أربعة عشر ولدًا، وهم:
- أيوب بن سليمان، وأمه أم أبان بنت خالد بن الحكم بن أبي العاص، كان يرشحه لولاية العهد، فمات في حياته، فحزن كثيراً، وله أبيات مشهورة في رثائه.
- يزيد بن سليمان، أُمّه أم يزيد بنت عبد الله بن يزيد بن معاوية.
- القاسم بن سليمان، أُمّه أم يزيد بنت عبد الله بن يزيد بن معاوية.
- سعيد بن سليمان، أُمّه أم يزيد بنت عبد الله بن يزيد بن معاوية، مات صغيرًا.
- يحيى بن سليمان، أُمّه هي عائشة بنت عبد الله بن عمرو بن عثمان بن عفان.
- عُبيد الله بن سليمان، أُمّه هي عائشة بنت عبد الله بن عمرو بن عثمان بن عفان.
- عبد الواحد بن سليمان، وأمه أم عمرو بنت عبد الله بن خالد بن أسيد بن أبي العاص، كان والياً لمروان بن محمد على المدينة ومكة،[en 38] قتله صالح بن علي.
- الحارث بن سليمان، أمه أم ولد.
- عمرو بن سليمان، أمه أم ولد.
- عُمر بن سليمان، أمه أم ولد.
- داود بن سليمان، أمه أم ولد، أراد أن يجعله ولي عهده بعد موت أخيه أيوب بن سليمان فلم يفعل، قُتِل في يوم نهر أبي فطرس على يد عبد الله بن علي العباسي.[77]
- عبد الرحمن بن سليمان، أمه أم ولد. توفي بعسقلان.[en 39]
- محمد بن سليمان،[en 40] أمه أم ولد، بقي إلى ولاية عمه الوليد بن يزيد.[78]
- إبراهيم بن سليمان، ذكره ابن عساكر، هرب بالحيرة بعد صعود العباسيين، حتى أعطاه داود بن علي العباسي الأمان.[79]

### باللغة العربية
1. ↑  إيلي منيف شهلة (1998). الأيام الأخيرة في حياة الخلفاء (ط. الأولى). دمشق: دار الكتاب العربي. ص. 236. مؤرشف من الأصل في 2020-08-09.
2. ↑  مصعب بن عبد الله الزبيري، تحقيق إ. ليفي بروفنسال (1982م). نسب قريش (الطبعة الثالثة). القاهرة - مصر. دار المعارف صفحة 173
3. ↑  ابن عساكر؛ تحقيق: علي شيري (1988). تاريخ مدينة دمشق، جـ 70. دار الفكر للطباعة والنشر والتوزيع. ص. 143. مؤرشف من الأصل في 2019-12-29.
4. ↑  محمد بن سعد البغدادي؛ تحقيق: محمد عبد القادر عطا (2017). الطبقات الكبرى 1-9 مع الفهارس جـ 5. بيروت: دار الكتب العلمية. ص. 173. مؤرشف من الأصل في 2020-07-29.
5. ↑  ابن خلكان. "وفيات الأعيان وأنباء أبناء الزمان، جـ 2". المكتبة الشيعية. ص. 420. مؤرشف من الأصل في 2020-08-16. اطلع عليه بتاريخ 2020-08-16.
6. 1 2 3 4 5 6 7 8 9 10  ابن كثير الدمشقي (2003). "البداية والنهاية، ثم دخلت سنة تسع وتسعين، الأحداث التي وقعت فيها، الجزء رقم12". إسلام ويب. دار عالم الكتب. ص. 638: 657. مؤرشف من الأصل في 2020-08-05. اطلع عليه بتاريخ 2020-08-05.
7. 1 2 3 4 5 6 7 8 9  شمس الدين الذهبي (2001). "سير أعلام النبلاء، الطبقة الثانية، سليمان بن عبد الملك، الجزء 5". إسلام ويب. مؤسسة الرسالة. ص. 111: 113. مؤرشف من الأصل في 2020-07-28. اطلع عليه بتاريخ 2020-07-28.
8. 1 2  ابن فضل الله العمري (2002)، مسالك الأبصار في ممالك الأمصار، أبو ظبي: المجمع الثقافي، ج. 24، ص. 405، QID:Q120985052 – عبر المكتبة الشاملة
9. 1 2 3 4 5 6 7  (Eisener 1997, p. 821)
10. ↑  تاريخ الطبري - سنة 64 هـ - خلافة مروان بن الحكم نسخة محفوظة 26 أغسطس 2017 على موقع واي باك مشين. [وصلة مكسورة]
11. ↑  البداية والنهاية لابن كثير - وقعة مرج راهط ومقتل الضحاك بن قيس الفهري نسخة محفوظة 09 أغسطس 2017 على موقع واي باك مشين. [وصلة مكسورة]
12. ↑  كتاب: الكامل في التاريخ.. ذكر موت عبد العزيز بن مروان والبيعة للوليد بولاية العهد نداء الإيمان. وصل لهذا المسار في 12 أغسطس 2016 نسخة محفوظة 16 يناير 2020 على موقع واي باك مشين.
13. ↑  ابن عساكر، تحقيق محب الدين أبي سعيد عمرو بن علامة العمروي (1415 هـ). تاريخ مدينة دمشق الجزء الثالث والستون (الطبعة الأولى). بيروت - لبنان. دار الفكر للطباعة والنشر والتوزيع صفحة 171 - 172
14. ↑  عبد الشافى محمد عبد اللطيف (1996). موسوعة سفير للتاريخ الإسلاميّ، الجزء الثاني «العصر الأموي». دار سفير. ص. 14.
15. 1 2  (Kennedy 2004, p. 105)
16. ↑  إبراهيم زيدان (2007). نوادر الأدباء. دار المحرر الأدبي. ص. 71، 72. ISBN:978-977-6670-70-9. مؤرشف من الأصل في 2020-07-29.
17. ↑  ابن الأثير الجزري. "الكامل في التاريخ، ذكر هرب يزيد بن المهلب وإخوته من سجن الحجاج". نداء الإيمان. مؤرشف من الأصل في 2020-08-02. اطلع عليه بتاريخ 2020-08-02.
18. 1 2  (Bacharach 1996, p. 35)
19. 1 2  (Luz 1997, pp. 52–53)
20. ↑  عبد الرؤوف أحمد عرسان جرار (2019). الأَهميّةُ الْمكانيّةُ لِمدينةِ الرَّملةِ في الصِّراعِ الفاطميِّ القرمطيِّ (356 هـ - 469 هـ/ 968 م - 1077 م). القدس: مجلة جامعة القدس المفتوحة للبحوث الإنسانية والاجتماعية. مؤرشف من الأصل في 2020-07-12.
21. 1 2  (Luz 1997, p. 53)
22. 1 2  (Luz 1997, p. 43)
23. 1 2 3  (Bosworth 1982, p. 90)
24. 1 2 3 4 5  (Hinds 1990, pp. 222–223)
25. ↑  شمس الدين الذهبي (2001). "سير أعلام النبلاء، الطبقة الثانية، الوليد، الجزء 4". إسلام ويب. مؤسسة الرسالة. ص. 347، 348. مؤرشف من الأصل في 2020-08-01. اطلع عليه بتاريخ 2020-07-31.
26. ↑  علي الصلابي (2008). الدولة الأموية: عوامل الازدهار وتداعيات الانهيار (PDF) (ط. الثانية). بيروت: دار المعرفة. ص. 83. ISBN:9953850038. مؤرشف من الأصل (PDF) في 2020-08-01.
27. 1 2 3 4  ابن الحوزي؛ تحقيق: محمد ومصطفى عبد القادر عطا (1992). المنتظم في تاريخ الملوك والأمم - ج 7 - تابع 95 هـ - 136 هـ (ط. الأولى). بيروت: دار الكتب العلمية. ص. 13: 15. مؤرشف من الأصل في 2020-08-01.
28. 1 2 3 4  علي الصلابي (2008). الدولة الأموية: عوامل الازدهار وتداعيات الانهيار (PDF) (ط. الثانية). بيروت: دار المعرفة. ص. 84: 86. ISBN:9953850038. مؤرشف من الأصل (PDF) في 2020-08-01.
29. ↑  سيد بن حسين العفاني. ترطيب الأفواه بذكر من يظلهم الله - ج 1. مكتبة معاذ بن جبل. ص. 160، 161. مؤرشف من الأصل في 2020-08-01.
30. ↑  حسين عطوان (1991). الفقهاء والخلافة في العصر الأموي. بيروت: دار الجبل. ص. 46. مؤرشف من الأصل في 2020-08-02.
31. 1 2 3 4 5 6  ابن كثير الدمشقي (2003). "البداية والنهاية، ثم دخلت سنة ست وتسعين، خلافة سليمان بن عبد الملك، الجزء رقم12". إسلام ويب. دار عالم الكتب. ص. 613: 615. مؤرشف من الأصل في 2020-08-02. اطلع عليه بتاريخ 2020-08-02.
32. 1 2 3  ابن عساكر؛ تحقيق: علي شيري (1997). "وذكر فضلها وتسمية من حلها من الأماثل أو اجتاز بنواحيها من وارديها، جـ 56". المكتبة الشيعية. دار الفكر للطباعة والنشر والتوزيع. ص. 278. مؤرشف من الأصل في 2020-08-02. اطلع عليه بتاريخ 2020-08-02.
33. 1 2 3 4 5 6 7 8 9 10 11 12  أحمد بن عبد الوهاب النويري. "نهاية الأرب في فنون الأدب - جـ 21". www.masaha.org. دار الكتب والوثائق القومية. ص. 338: 344. مؤرشف من الأصل في 2020-08-02. اطلع عليه بتاريخ 2020-08-02.
34. ↑  شمس الدين الذهبي (2001). "سير أعلام النبلاء، الطبقة الثانية، يزيد بن أبي مسلم، الجزء رقم4". إسلام ويب. مؤسسة الرسالة. ص. 593، 594. مؤرشف من الأصل في 2020-08-02. اطلع عليه بتاريخ 2020-08-02.
35. ↑  جمال الدين المزي؛ تحقيق: بشار عواد معروف (1992). "تهذيب الكمال في أسماء الرجال، جـ 20". المكتبة الشيعية. مؤسسة الرسالة. ص. 32. مؤرشف من الأصل في 2020-01-19. اطلع عليه بتاريخ 2020-08-02.
36. 1 2  فصل:ولاية عبد الملك بن رفاعة الأولى على مصر. كتاب النجوم الزاهرة في ملوك مصر والقاهرة، نداء الإيمان. تاريخ الولوج 05-07-2012. نسخة محفوظة 24 يناير 2018 على موقع واي باك مشين.
37. ↑  جمال الدين المزي. "تهذيب الكمال  في أسماء الرجال، جـ 20". المكتبة الشيعية. ص. 32. مؤرشف من الأصل في 2020-02-02. اطلع عليه بتاريخ 2020-08-04.
38. ↑  ابن عذاري، أبو العباس أحمد بن محمد (1980). البيان المغرب في اختصار أخبار ملوك الأندلس والمغرب. دار الثقافة، بيروت. ص. 25.
39. 1 2  ابن الأثير الجزري؛ تحقيق:  عز الدين أبى الحسن على بن أبى الكرم - محمد بن محمد بن عبد الكريم بن عبد الواحد الشيبانى. الكامل في التاريخ - المجلد الرابع. ص. 287. مؤرشف من الأصل في 2020-08-05.
40. ↑  شمس الدين الذهبي؛ تحقيق: بشار عواد معروف (2003). تاريخ الإسلام وَوَفيات المشاهير وَالأعلام، سليمان بن سعد الخشني مولاهم الكاتب، جـ 3. دار الغرب الإسلامي. ص. 55. مؤرشف من الأصل في 2019-03-23. اطلع عليه بتاريخ 2020-08-04. {{استشهاد بكتاب}}: |موقع= تُجوهل (مساعدة)
41. ↑  خطَّاب، محمود شيت (1418هـ - 1998م). قادة فتح السند وأفغانستان (PDF) (ط. الأولى). جدَّة - السُعُوديَّة: دار الأندلُس الخضراء. ص. 217. مؤرشف من الأصل (PDF) في 27 تمُّوز (يوليو) 2019م. اطلع عليه بتاريخ 27 تمُّوز (يوليو) 2019م. {{استشهاد بكتاب}}: تحقق من التاريخ في: |تاريخ الوصول=، |سنة=، و|تاريخ أرشيف= (مساعدة)
42. ↑  ابن خلدون، أبو زيد وليُّ الدين عبد الرحمٰن بن مُحمَّد الحضرمي الإشبيلي (1421هـ - 2000م). ديوان المُبتدأ والخبر في تاريخ العرب والبربر ومن عاصرهم من ذوي الشأن الأكبر (PDF). بيروت - لُبنان: دار الفكر. ج. الجُزء الثالث. ص. 83. مؤرشف من الأصل (PDF) في 15 أيلول (سپتمبر) 2019م. اطلع عليه بتاريخ 15 أيلول (سپتمبر) 2019م. {{استشهاد بكتاب}}: تحقق من التاريخ في: |تاريخ الوصول=، |سنة=، و|تاريخ أرشيف= (مساعدة)
43. ↑  البلاذري، أبو الحسن أحمد بن يحيى بن جابر بن داود البغدادي؛ تحقيق عبد الله عُمر وأنيس الطبَّاع (1957). فُتُوح البُلدان. بيروت - لُبنان: دار النشر للجامعيين. ص. 617 - 618. مؤرشف من الأصل في 12 يناير 2020. اطلع عليه بتاريخ 27 تمُّوز (يوليو) 2019م. {{استشهاد بكتاب}}: تحقق من التاريخ في: |تاريخ الوصول= و|سنة= (مساعدة)
44. ↑  علي الصلابي (2008). الدولة الأموية: عوامل الازدهار وتداعيات الانهيار (PDF) (ط. الثانية). بيروت: دار المعرفة. ص. 55. ISBN:9953850038. مؤرشف من الأصل (PDF) في 2020-08-01.
45. 1 2 3  ابن عبد الحكم. "فتوح مصر وأخبارها". المكتبة الشيعية. ص. 355. مؤرشف من الأصل في 2020-08-05. اطلع عليه بتاريخ 2020-08-05.
46. 1 2  ابن عذاري، أبو العباس أحمد بن محمد (1980). البيان المغرب في اختصار أخبار ملوك الأندلس والمغرب. دار الثقافة، بيروت. ص. 24.
47. ↑  أحمد بن يحيى بن أحمد بن عميرة الضبي؛ تحقيق: روحية عبد الرحمن السويفي (1997). بغية الملتمس في تاريخ رجال أهل الأندلس. دار الكتب العلمية. ص. 337. ISBN:978-2-7451-0435-9. مؤرشف من الأصل في 2020-08-05.
48. ↑  "قصة الإسلام | عبد العزيز بن موسى بن نصير". islamstory.com. مؤرشف من الأصل في 2020-08-05. اطلع عليه بتاريخ 2020-08-05.
49. ↑  ابن كثير الدمشقي (2003). "البداية والنهاية، ثم دخلت سنة سبع وتسعين، من توفي فيها من الأعيان- الجزء رقم12". إسلام ويب. دار عالم الكتب. ص. 630. مؤرشف من الأصل في 2020-08-05. اطلع عليه بتاريخ 2020-08-05.
50. 1 2 3 4 5 6 7 8  ابن كثير الدمشقي (2003). "البداية والنهاية، ثم دخلت سنة ثمان وتسعين، الجزء رقم12". إسلام ويب. دار عالم الكتب. ص. 631: 636. مؤرشف من الأصل في 2020-08-06. اطلع عليه بتاريخ 2020-08-06.
51. ↑  ابن الأثير (1997). "الكامل في التاريخ، ثم دخلت سنة ثمان وتسعين، الجزء رقم4". إسلام ويب. دار الكتاب العربي. ص. 86، 87. مؤرشف من الأصل في 2020-08-09. اطلع عليه بتاريخ 2020-08-09.
52. 1 2 3 4  علي الصلابي (2008). الدولة الأموية: عوامل الازدهار وتداعيات الانهيار (PDF) (ط. الثانية). بيروت: دار المعرفة. ISBN:9953850038. مؤرشف من الأصل (PDF) في 2020-08-01.
53. ↑  ابن الأثير (1997). "الكامل في التاريخ، ثم دخلت سنة ثمان وتسعين، الجزء رقم4". إسلام ويب. دار الكتاب العربي. ص. 91، 92. مؤرشف من الأصل في 2020-08-09. اطلع عليه بتاريخ 2020-08-09.
54. ↑  مروج حسن داود عسلية؛ إشراف: خالد يونس الخالدي (2010). جهود المسلمين في تحرير أسراهم (PDF). غزة: الجامعة الإسلامية بغزة. ص. 27. مؤرشف من الأصل (PDF) في 2020-08-16.
55. ↑  أبو عبد الله الحاكم النيسابوري؛ ترتيب: يوسف عبد الرحمن المرعشلي. المستدرك على الصحيحين، جـ 4. بيروت: دار المعرفة. ص. 422. مؤرشف من الأصل في 2020-07-01.
56. ↑  طقّوش، مُحمَّد سُهيل (1431هـ-2010م). تاريخ الدولة الأُمويَّة 41-132هـ 661-750م (ط. السابعة). بيروت-لبنان: دار النفائس. ص. 131. ISBN:978-9953-18-397-8. {{استشهاد بكتاب}}: تحقق من التاريخ في: |تاريخ= (مساعدة)
57. ↑  شمس الدين الذهبي؛ تحقيق: بشار عواد معروف (2003). تاريخ الإسلام وَوَفيات المشاهير وَالأعلام، سليمان بن سعد الخشني مولاهم الكاتب، جـ 2. دار الغرب الإسلامي. ص. 1108. مؤرشف من الأصل في 2019-03-23. اطلع عليه بتاريخ 2020-08-04. {{استشهاد بكتاب}}: |موقع= تُجوهل (مساعدة)
58. ↑  أبو جعفر مُحمَّد بن جُرير الطبري (1960). تحقيق مُحمَّد أبو الفضل (المحرر). تاريخ الرسل والملوك. القاهرة-مصر: دار المعارف. ج. الجزء السَّادس. ص. 531. {{استشهاد بكتاب}}: تحقق من التاريخ في: |تاريخ= (مساعدة)
59. ↑  سالم، السيِّد عبد العزيز؛ العبَّادي، أحمد مُختار (1981). تاريخ البحريَّة الإسلاميَّة في مصر وبلاد الشَّام (ط. الثانية). بيروت-لبنان: دار النهضة العربيَّة. ص. 35. {{استشهاد بكتاب}}: تحقق من التاريخ في: |تاريخ= (مساعدة)
60. ↑  الطبري (1960). تحقيق مُحمَّد أبو الفضل (المحرر). تاريخ الرسل والملوك. القاهرة-مصر: دار المعارف. ج. الجزء السَّادس. ص. 530–531. {{استشهاد بكتاب}}: تحقق من التاريخ في: |تاريخ= (مساعدة)
61. 1 2 3 4  ابن عساكر؛ تحقيق: علي شيري (1995). "تاريخ مدينة دمشق، جـ 10". المكتبة الشيعية. دار الفكر للطباعة والنشر والتوزيع. ص. 103: 107. مؤرشف من الأصل في 2020-08-06. اطلع عليه بتاريخ 2020-08-05.
62. ↑  أبو الفداء عماد الدين إسماعيل بن عمر ابن كثير القرشي. كتاب طبقات الشافعيين، فصل في ذكر فضائله، وثناء الأئمة عليه، رحمهم الله. (مؤرشف) على موقع إسلام ويب. مؤرشف من الأصل في 2 فبراير 2017. اطلع عليه بتاريخ 11 صفر 1437 هـ الموافق 23 نوفمبر 2015م. {{استشهاد بكتاب}}: تحقق من التاريخ في: |تاريخ الوصول= (مساعدة)صيانة الاستشهاد: BOT: original URL status unknown (link)
63. ↑  ابن الأثير عز الدين أبي الحسن الجزري الموصلي. كتاب جامع الأصول في أحاديث الرسول، الجزء 11. على موقع كتب جوجل. ص. 321-324. مؤرشف من الأصل في 20 ديسمبر 2019. اطلع عليه بتاريخ 11 صفر 1437 هـ الموافق 23 نوفمبر 2015م. {{استشهاد بكتاب}}: تحقق من التاريخ في: |تاريخ الوصول= (مساعدة)
64. ↑  جلال الدين السيوطي؛ تحقيق: أبو يعلى البيضاوي. العرف الوردي في أخبار المهدي. بيروت: دار الكتب العلمية. ص. 132.
65. ↑  علي الصلابي (2008). الدولة الأموية: عوامل الازدهار وتداعيات الانهيار (PDF) (ط. الثانية). بيروت: دار المعرفة. ص. 95: 97. ISBN:9953850038. مؤرشف من الأصل (PDF) في 2020-08-01.
66. ↑  "فصل: ذكر موت سليمان بن عبد الملك|نداء الإيمان". نداء الإيمان. مؤرشف من الأصل في 2019-09-17. اطلع عليه بتاريخ 2020-08-05.
67. 1 2  ابن الأثير (1997). "الكامل في التاريخ، ثم دخلت سنة تسع وتسعين، الجزء رقم2". إسلام ويب. دار الكتاب العربي. ص. 94، 95. مؤرشف من الأصل في 2020-08-09. اطلع عليه بتاريخ 2020-08-09.
68. ↑  ابن فضل الله العمري (2002)، مسالك الأبصار في ممالك الأمصار، أبو ظبي: المجمع الثقافي، ج. 24، ص. 408، QID:Q120985052 – عبر المكتبة الشاملة
69. ↑  الفرزدق؛ شرح: علي فاعور (2010). ديوان الفرزدق. بيروت: دار الكتب العلمية. ص. 614. ISBN:978-2-7451-0820-3. مؤرشف من الأصل في 2020-08-09.
70. ↑  فاروق عمر (2010). تاريخ النظم الإسلامية: دراسة لتطور المؤسسات المركزية في الدولة في القرون الإسلامية الأولى. عمان: دار الشروق. ص. 93. ISBN:9796500038728. مؤرشف من الأصل في 2020-08-09.
71. ↑  أحمد أمين؛ تحقيق: محمد فتحي أبو بكر (2017). ضحى الإسلام: المجلد الأول والثاني، جـ 2. القاهرة: الدار المصرية اللبنانية. ص. 212. ISBN:978-977-427-997-3. مؤرشف من الأصل في 2020-08-09.
72. ↑  خليل صالح أبو رحمة (2012). لهب المعرفة من قضايا الأدب والفكرفي التراث العربي. دار الكتاب الثقافي. ص. 361. ISBN:978-9957-550-50-9. مؤرشف من الأصل في 2020-08-09.
73. ↑  محمد بن منيع الهاشمي البصري/ابن su$ (1 يناير 2017). الطبقات الكبرى 1-9 مع الفهارس ج5. دار الكتب العلمية. مؤرشف من الأصل في 2021-09-14.
74. 1 2 3  أبي الحسن أحمد بن يحيى بن جابر البلاذري (2010). أنساب الأشراف، فصل: أمر سليمان بن عبد الملك، جـ 5. بيروت: دار الكتب العلمية. ص. 231. مؤرشف من الأصل في 2020-08-06.
75. ↑  أبي الحسن أحمد بن يحيى بن جابر البلاذري (2010). أنساب الأشراف، فصل: ولاية الحجاج بن يوسف على العراق، جـ 5. بيروت: دار الكتب العلمية. ص. 62. مؤرشف من الأصل في 2020-08-06.
76. ↑  محمد بن حبيب البغدادي. "كتاب المحبر". المكتبة الشيعية. ص. 449. مؤرشف من الأصل في 2020-08-06. اطلع عليه بتاريخ 2020-08-06.
77. ↑  ابن عساكر (1995)، تاريخ مدينة دمشق، تحقيق: عمر بن غرامة العمروي، بيروت: دار الفكر للطباعة والنشر والتوزيع، ج. 17، ص. 154، OCLC:4770667638، QID:Q116753093 – عبر المكتبة الشاملة
78. ↑  ابن عساكر؛ تحقيق: علي شيري (1997). "تاريخ مدينة دمشق، جـ 53". المكتبة الشيعية (ط. الأولى). دار الفكر للطباعة والنشر والتوزيع. ص. 128. مؤرشف من الأصل في 2019-12-11. اطلع عليه بتاريخ 2020-08-06.
79. ↑  ابن عساكر؛ تحقيق: علي شيري (1997). "تاريخ مدينة دمشق، جـ 6". المكتبة الشيعية (ط. الأولى). دار الفكر للطباعة والنشر والتوزيع. ص. 416. مؤرشف من الأصل في 2020-01-05. اطلع عليه بتاريخ 2020-08-06.

### بِلُغاتٍ أجنبيَّة
1. ↑  (Kennedy 2002, p. 127)
2. ↑  (Hinds 1993, p. 265)
3. ↑  (Kennedy 2004, pp. 90–91)
4. ↑  (Kennedy 2004, pp. 92–93)
5. ↑  (Kennedy 2004, pp. 92, 98)
6. ↑  (Crone 1980, pp. 124–125)
7. ↑  (Wellhausen 1927, p. 257)
8. ↑  (Wellhausen 1927, pp. 257–258)
9. ↑  (Luz 1997, p. 52)
10. ↑  (Taxel 2013, p. 161)
11. ↑  (Luz 1997, p. 48)
12. ↑  (Luz 1997, pp. 37–38, 41)
13. ↑  (Bacharach 1996, p. 27, 35–36)
14. ↑  Al-Abyad Mosque Archnet Digital Library. نسخة محفوظة 18 سبتمبر 2013 على موقع واي باك مشين.
15. ↑  (Luz 1997, pp. 43–45)
16. ↑  (Luz 1997, pp. 38–39)
17. ↑  (Luz 1997, p. 42)
18. ↑  (Biesterfeldt & Günther 2018, p. 1004, note 2278)
19. ↑  (Luz 1997, p. 49)
20. ↑  (Elad 1999, p. 28)
21. ↑  (Bacharach 1996, p. 36)
22. ↑  (Lecker 1989, pp. 33, 35)
23. ↑  (Hinds 1990)
24. ↑  (Powers 1989, p. 3)
25. ↑  (Wellhausen 1927, p. 263)
26. ↑  (Kennedy 2004, p. 105–106)
27. ↑  (Powers 1989, p. 42–43)
28. ↑  (Sumner 1976, pp. 291–294)
29. ↑  (Wellhausen 1927, p. 262)
30. ↑  (Biesterfeldt & Günther 2018, p. 1012)
31. ↑  (Eisener 1997, p. 822)
32. ↑  (Robinson 2020, p. 141)
33. ↑  (Bosworth 1982, p. 91)
34. ↑  (Ahmed 2010, p. 111)
35. ↑  (Ahmed 2010, p. 121)
36. ↑  (Robinson 2020, p. 93)
37. ↑  (Biesterfeldt & Günther 2018, p. 1013)
38. ↑  (Williams 1985, p. 92)
39. ↑  (Lecker 1989, p. 35, note 109)
40. ↑  (Hillenbrand 1989, p. 71, note 250)

معلومات المراجع الكاملة
1. Ahmed، Asad Q. (2010). The Religious Elite of the Early Islamic Ḥijāz: Five Prosopographical Case Studies. University of Oxford Linacre College Unit for Prosopographical Research. ISBN:9781900934138. مؤرشف من الأصل في 2020-10-17.
2. Bacharach، Jere L. (1996). "Marwanid Umayyad Building Activities: Speculations on Patronage". في Necpoğlu، Gülru (المحرر). Muqarnas: An Annual on the Visual Culture of the Islamic World, Volume 13. Leiden: Brill. ج. 13. ص. 27–44. DOI:10.1163/22118993-90000355. ISBN:90-04-10633-2. JSTOR:1523250. {{استشهاد بكتاب}}: |صحيفة= تُجوهل (مساعدة) (التسجيل مطلوب)
3. Biesterfeldt، Hinrich؛ Günther، Sebastian (2018). The Works of Ibn Wāḍiḥ al-Yaʿqūbī (Volume 3): An English Translation. Leiden: Brill. ISBN:978-90-04-35621-4. مؤرشف من الأصل في 2022-05-31.
4. Bosworth، C. E. (1982). Medieval Arabic Culture and Administration. Variorum Reprints. ISBN:0-86078-113-5. مؤرشف من الأصل في 2021-08-13.
5. Dols، M. W. (يوليو–سبتمبر 1974). "Plague in Early Islamic History". Journal of the American Oriental Society. ج. 94 ع. 3: 371–383. DOI:10.2307/600071. JSTOR:600071.
6. Eisener, R. (1997). "Sulaymān b. ʿAbd al-Malik". In Bosworth, C. E.; van Donzel, E.; Heinrichs, W. P.; Lecomte, G. (eds.). The Encyclopaedia of Islam, New Edition, Volume IX: San–Sze (بالإنجليزية). Leiden: E. J. Brill. pp. 821–822. ISBN:90-04-10422-4.
7. Elad، Amikam (1999). Medieval Jerusalem and Islamic Worship: Holy Places, Ceremonies, Pilgrimage (ط. 2nd). Leiden: Brill. ISBN:90-04-10010-5. مؤرشف من الأصل في 2022-04-07.
8. Fück, J. W. (1965). "Ghaṭafān". In Lewis, B.; Pellat, Ch.; Schacht, J. (eds.). The Encyclopaedia of Islam, New Edition, Volume II: C–G (بالإنجليزية). Leiden: E. J. Brill. pp. 1023–1024. ISBN:90-04-07026-5.
9. Hinds, M. (1993). "Muʿāwiya I b. Abī Sufyān". In Bosworth, C. E.; van Donzel, E.; Heinrichs, W. P.; Pellat, Ch. (eds.). The Encyclopaedia of Islam, New Edition, Volume VII: Mif–Naz (بالإنجليزية). Leiden: E. J. Brill. pp. 263–268. ISBN:90-04-09419-9.
10. Kennedy, Hugh N. (2002). "Al-Walīd (I)". In Bearman, P. J.; Bianquis, Th.; Bosworth, C. E.; van Donzel, E.; Heinrichs, W. P. (eds.). The Encyclopaedia of Islam, New Edition, Volume XI: W–Z (بالإنجليزية). Leiden: E. J. Brill. pp. 127–128. ISBN:90-04-12756-9.
11. Lecker، Michael (1989). "The Estates of 'Amr b. al-'Āṣ in Palestine: Notes on a New Negev Arabic Inscription". Bulletin of the School of Oriental and African Studies, University of London. ج. 52 ع. 1: 24–37. DOI:10.1017/S0041977X00023041. JSTOR:617911. (التسجيل مطلوب)
12. Luz، Nimrod (أبريل 1997). "The Construction of an Islamic City in Palestine. The Case of Umayyad al-Ramla". Journal of the Royal Asiatic Society. ج. 7 ع. 1: 27–54. DOI:10.1017/S1356186300008300. JSTOR:25183294.
13. Robinson، Majied (2020). Marriage in the Tribe of Muhammad: A Statistical Study of Early Arabic Genealogical Literature. Berlin: Walter de Gruyter. ISBN:9783110624168. مؤرشف من الأصل في 2020-10-17.
14. Shaban، M. A. (1970). The Abbasid Revolution. Cambridge University Press. ISBN:0-521-29534-3. مؤرشف من الأصل في 2021-03-08.
15. Shaban، M. A. (1971). Islamic History: Volume 1, AD 600-750 (AH 132): A New Interpretation. Cambridge: Cambridge University Press. ISBN:0-521-08137-8. مؤرشف من الأصل في 2022-04-23.
16. Sharon, M. (1986). "Ludd". In Bosworth, C. E.; van Donzel, E.; Lewis, B.; Pellat, Ch. (eds.). The Encyclopaedia of Islam, New Edition, Volume V: Khe–Mahi (بالإنجليزية). Leiden: E. J. Brill. pp. 798–803. ISBN:90-04-07819-3.
17. Taxel، Itamar (مايو 2013). "Rural Settlement Processes in Central Palestine, ca. 640–800 C.E.: The Ramla-Yavneh Region as a Case Study". Bulletin of the American Schools of Oriental Research. The American Schools of Oriental Research. ج. 369 ع. 369: 157–199. DOI:10.5615/bullamerschoorie.369.0157. JSTOR:10.5615/bullamerschoorie.369.0157.
18. Wellhausen، Julius (1927). The Arab Kingdom and its Fall. ترجمة: Margaret Graham Weir. Calcutta: University of Calcutta. مؤرشف من الأصل في 2022-07-14.
19. Hawting، Gerald R. (2000). The First Dynasty of Islam: The Umayyad Caliphate AD 661–750. ISBN:0-415-24072-7.
20. Kennedy، Hugh (2004). The Prophet and the Age of the Caliphates: The Islamic Near East from the 6th to the 11th Century. ISBN:978-0-582-40525-7.
21. Crone، Patricia (1980). Slaves on Horses: The Evolution of the Islamic Polity. Cambridge: Cambridge University Press. ISBN:0-521-52940-9.
22. Hillenbrand، Carole، المحرر (1989). The History of al-Ṭabarī, Volume 26: The Waning of the Umayyad Caliphate: Prelude to Revolution, A.D. 738–744/A.H. 121–126. SUNY series in Near Eastern studies. ألباني، نيويورك: جامعة ولاية نيويورك للصحافة. ISBN:978-0-88706-810-2. {{استشهاد بكتاب}}: الوسيط |ref=harv غير صالح (مساعدة)
23. Hinds، Martin، المحرر (1990). The History of al-Ṭabarī, Volume 23: The Zenith of the Marwānid House: The Last Years of ʿAbd al-Malik and the Caliphate of al-Walīd, A.D. 700–715/A.H. 81–95. SUNY series in Near Eastern studies. ألباني، نيويورك: جامعة ولاية نيويورك للصحافة. ISBN:978-0-88706-721-1. {{استشهاد بكتاب}}: الوسيط |ref=harv غير صالح (مساعدة)
24. Powers، Stephan، المحرر (1989). The History of al-Ṭabarī, Volume 24: The Empire in Transition: The Caliphates of Sulaymān, ʿUmar, and Yazīd, A.D. 715–724/A.H. 96–105. SUNY series in Near Eastern studies. ألباني، نيويورك: جامعة ولاية نيويورك للصحافة. ISBN:978-0-7914-0072-2. {{استشهاد بكتاب}}: الوسيط |ref=harv غير صالح (مساعدة)
25. Williams، John Alden، المحرر (1985). The History of al-Ṭabarī, Volume 27: The ʿAbbāsid Revolution, A.D. 743–750/A.H. 126–132. SUNY series in Near Eastern studies. ألباني، نيويورك: جامعة ولاية نيويورك للصحافة. ISBN:978-0-87395-884-4. {{استشهاد بكتاب}}: الوسيط |ref=harv غير صالح (مساعدة)
26. Sumner، Grant (1976). "Philippicus, Anastasius II and Theodosius III". Greek, Roman, and Byzantine Studies. ج. XVII: 287–294. مؤرشف من الأصل في 2020-01-16.

## وصلات خارجية
- قصة سليمان بن عبد الملك والفرزدق، لعبد الله الجاموس، موقع مداد.
- قصة سليمان بن عبد الملك مع أبي حازم، موقع محمد راتب النابلسي.

| سليمان بن عبد الملك عاهل بني أميةولد: 54 هـ - 674م توفي: 99 هـ - 717م |                                                                                        |                        |
| ألقاب ملكية                                                           |                                                                                        |                        |
| سبقه الوليد بن عبد الملك                                              | أمير المُؤمنين 15 جمادى الآخرة 96 هـ - 23 فبراير 715م حتى 13 صفر 99 هـ - 24 سبتمبر 717م | تبعه عمر بن عبد العزيز |